# Cathédrale Notre-Dame de Verdun
Cette  cathédrale n’est pas la seule cathédrale Notre-Dame.
La cathédrale Notre-Dame de Verdun est une cathédrale catholique située à Verdun, dans le département français de la Meuse, en Lorraine, dans la région administrative Grand Est. Siège épiscopal du diocèse de Verdun, elle est élevée à la dignité de basilique mineure par le pape Pie XII en 1947. Elle a vue sur le cimetière de Verdun, sur la Meuse et sur le lac de la Hulpe.
La cathédrale, dédiée à la Vierge Marie, est construite à partir de 990 selon le plan roman-rhénan. Elle est donc la plus ancienne de Lorraine et l'une des plus anciennes d'Europe. Elle subit plusieurs ravages aux XIe et XIIe siècles menant à la reconstruction de certaines parties et à l'ajout d'autres. Le 11 novembre 1147, le pape Eugène III consacre la cathédrale. Du XIVe au XVIe siècle, l'édifice est modifié selon le style gothique. Après un incendie en 1755 qui lui fait perdre deux de ses quatre clochers, la cathédrale est remaniée dans les styles baroque et rocaille. Gravement endommagée par des bombardements lors de la Première Guerre mondiale, elle est de nouveau restaurée.
La cathédrale est classée monument historique depuis le 30 octobre 1906, et le cloître depuis le 13 juillet 1907. Elle contient également de nombreux objets inscrits ou classés aux monuments historiques.

## Histoire

### Moyen Âge

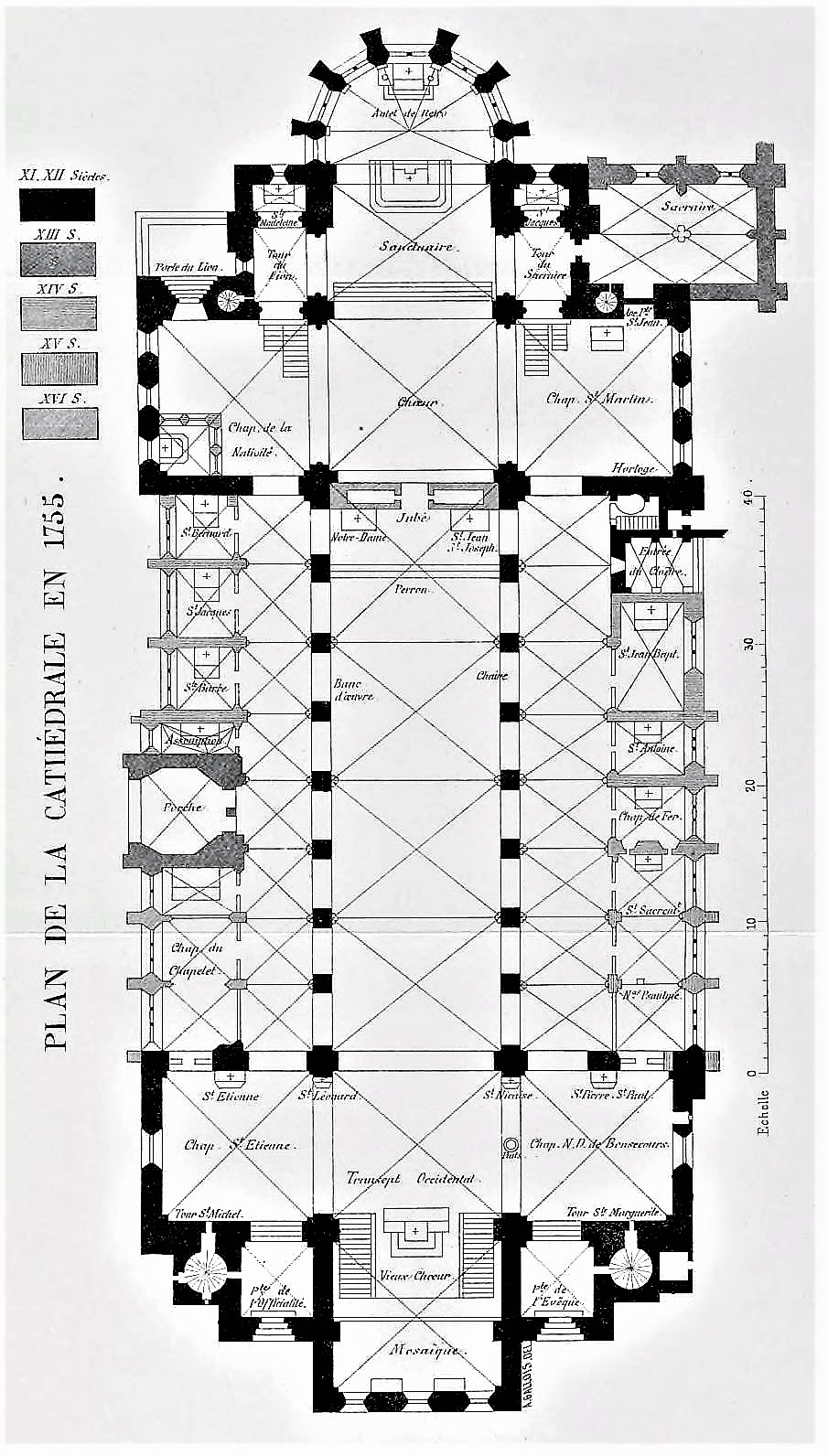
Plan roman-rhénan de la cathédrale, en 1735, Charles Aimond (1909).

Au début du IVe siècle, Verdun est évangélisée par saint Saintin de Meaux qui fait construire sur le mont Saint-Vanne la première église dédiée à saint Pierre et saint Paul. La ville devient le siège de l'évêché de Verdun et saint Saintin, son premier évêque. L'église sera remplacée au Xe siècle par l'abbaye Saint-Vanne de Verdun.
Au Ve siècle, après les invasions barbares, saint Pulchrone installe la cathédrale à l'abri dans le castrum romain, à son emplacement actuel. La cathédrale est dédiée à la Vierge Marie,.
À la fin du Xe siècle, l'évêque Haymon décide de doter son diocèse d'une grande cathédrale. De 990 à 1024, il fait construire un nouvel édifice selon le plan roman-rhénan : une nef, deux transepts, deux chevets plats opposées, chacune flanquée de deux tours-clochers,. Les piliers sont carrés et la couverture est en charpente.
En 1047, un premier incendie ravage l'édifice religieux. Les évêques Richard Ier et Thierry doivent la restaurer : reconstruction des parties hautes de la nef et du transept, et création du portail de l'Officialité, au nord-ouest du bâtiment.
Au XIIe siècle, après que la cathédrale avait été endommagée par Renaud Ier de Bar, comte de Bar, l'évêque Albéron de Chiny ordonna de nouveaux travaux. De 1136 à 1160, l'architecte Garin reconstruit le chœur oriental qui se termine par une abside à sept pans munie de contreforts. Il reconstruit également les deux portails Saint-Jean et du Lion, un cloître,,, ainsi qu'une crypte-halle et deux cryptes annexes latérales servant d'accès.
Le 11 novembre 1147, le pape Eugène III, réfugié en France depuis le 9 mars 1147, consacre la cathédrale de Verdun, en présence de 18 cardinaux. Un vitrail du maître-verrier Jean-Jacques Grüber situé dans le transept occidental représente cet évènement.
Au XIVe siècle, la cathédrale est modifiée par l'architecte Pierre Perrat selon le style gothique. Il ajoute des voûtes à la nef et aux bas-côtés, édifie des chapelles latérales, rehausse l'abside orientale, ouvre de grandes baies, coiffe les tours de flèches, et embellit des vitraux et des fresques,,. Du XVe au XVIe siècles, plusieurs chapelles sont édifiées et le cloître est reconstruit dans le style gothique flamboyant,,.

### Époque moderne
Le 2 avril 1755, la cathédrale est gravement endommagée par la foudre, qui met le feu à la toiture et aux tours. L'évêque Aymar-Chrétien-François de Nicolaï et le chanoine Chaligny de Plaine font reconstruire l'édifice dans le style baroque et le style rocaille,,. Deux des quatre tours ne sont pas reconstruites, des stalles en bois sont posées et de grandes orgues sont montées. Un baldaquin semblable à celui de la basilique Saint-Pierre de Rome est installé au croisement du transept et du chœur oriental. De plus, les cryptes, le portail du Lion et les galeries vénitiennes sont comblés,,.

### Époque contemporaine

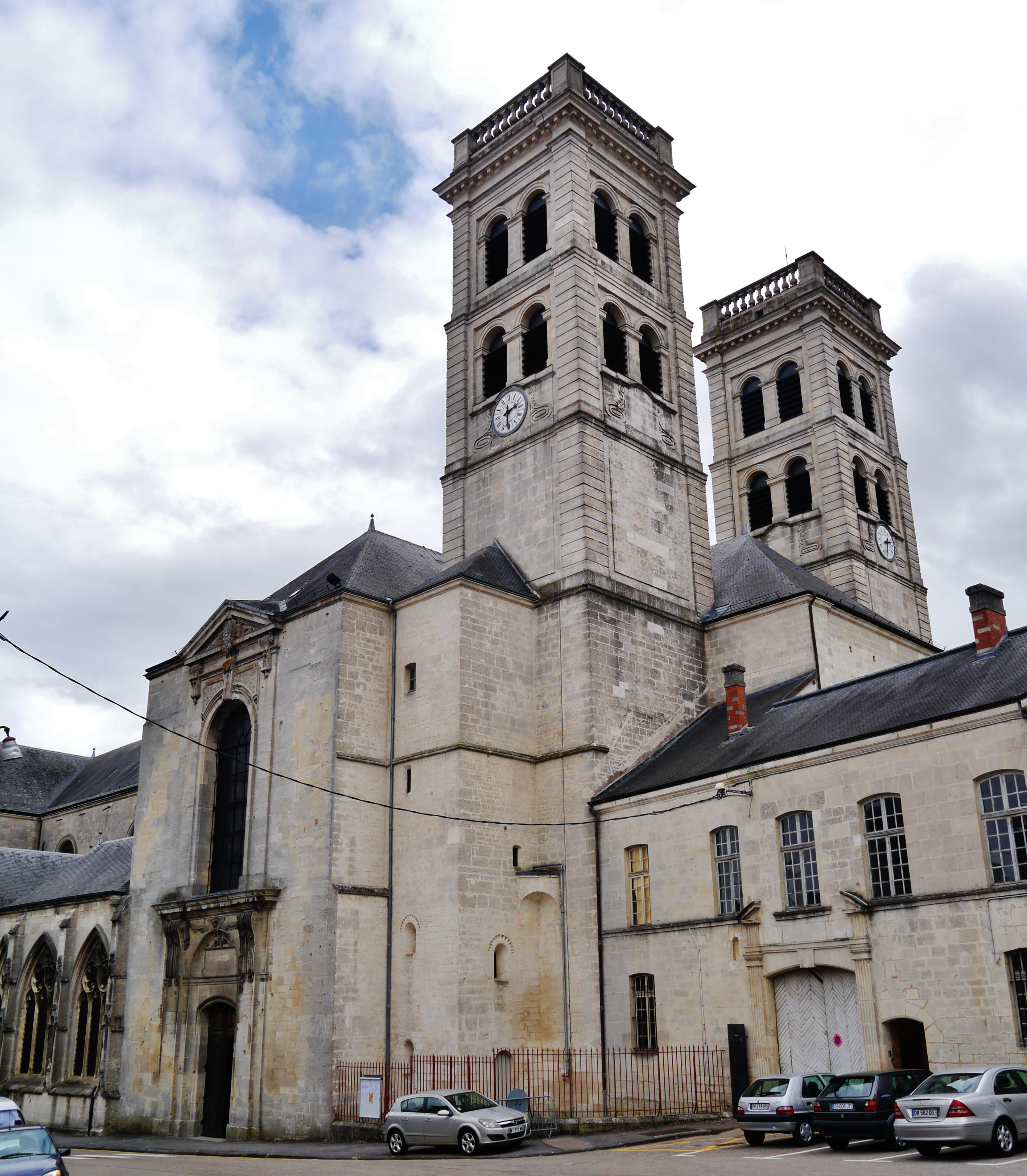
La cathédrale jouxtant l'ancien palais épiscopal.

La cathédrale est classée aux monuments historiques le 30 octobre 1906 et le cloître le 13 juillet 1907.
Lors de la Première Guerre mondiale, et plus particulièrement de la bataille de Verdun de 1916, la cathédrale est endommagée par des bombardements. Située en hauteur, elle est prise pour cible par l'artillerie allemande. Un mètre de gravats jonche le sol à cause de l'effondrement de la toiture et de la destruction partielle des tours et du cloître. La cathédrale reste cependant un poste d'observation sur la vallée de la Meuse ainsi qu'un lieu où les poilus tenaient garnison.
Après la guerre, des travaux de restauration menés par A. Ventre et M. Delangle ont lieu de 1919 à 1935. Les parties détruites sont reconstruites et les éléments occultés au XVIIIe siècle sont mis en valeur. Le maître-verrier Jean-Jacques Grüber refait les vitraux et verrières. En évacuant les gravats, la crypte du XIIe siècle est redécouverte par les verdunois. Les deux restaurateurs décident de retrouver son aspect original. En 1935, le sculpteur Gaston Le Bourgeois réalise les chapiteaux des 13 piliers de la crypte. Les sculptures représentent des scènes de la vie religieuse de la ville et de la bataille de Verdun,.
Le 10 novembre 1935, le maître-autel et la crypte sont à leur tour consacrés. Le 2 juillet 1946, la statue de Notre-Dame est couronnée par Angelo Roncalli, futur pape Jean XXIII. Le pape Pie XII élève la cathédrale à la dignité de basilique mineure par un bref apostolique du 8 septembre 1947, année du 9e centenaire de la dédicace de l'édifice.

## Architecture
La cathédrale Notre-Dame de Verdun est la plus ancienne cathédrale de Lorraine, voire de France, et l'une des plus anciennes d'Europe. Sa reconstruction par l'évêque Haymon débute en 990 selon un plan roman-rhénan, mélangeant architecture romane et ottonienne, elle a traversé les âges et rassemble aujourd'hui de nombreux styles architecturaux : roman, gothique, baroque et rocaille.
La cathédrale contient 43 objets inscrits ou classés aux monuments historiques, tels que des vêtements (chapes, étoles, …), des objets liturgiques (calices, ciboires, ostensoirs, navettes, …), des statues, des reliquaires ou l'orgue.

### Extérieurs

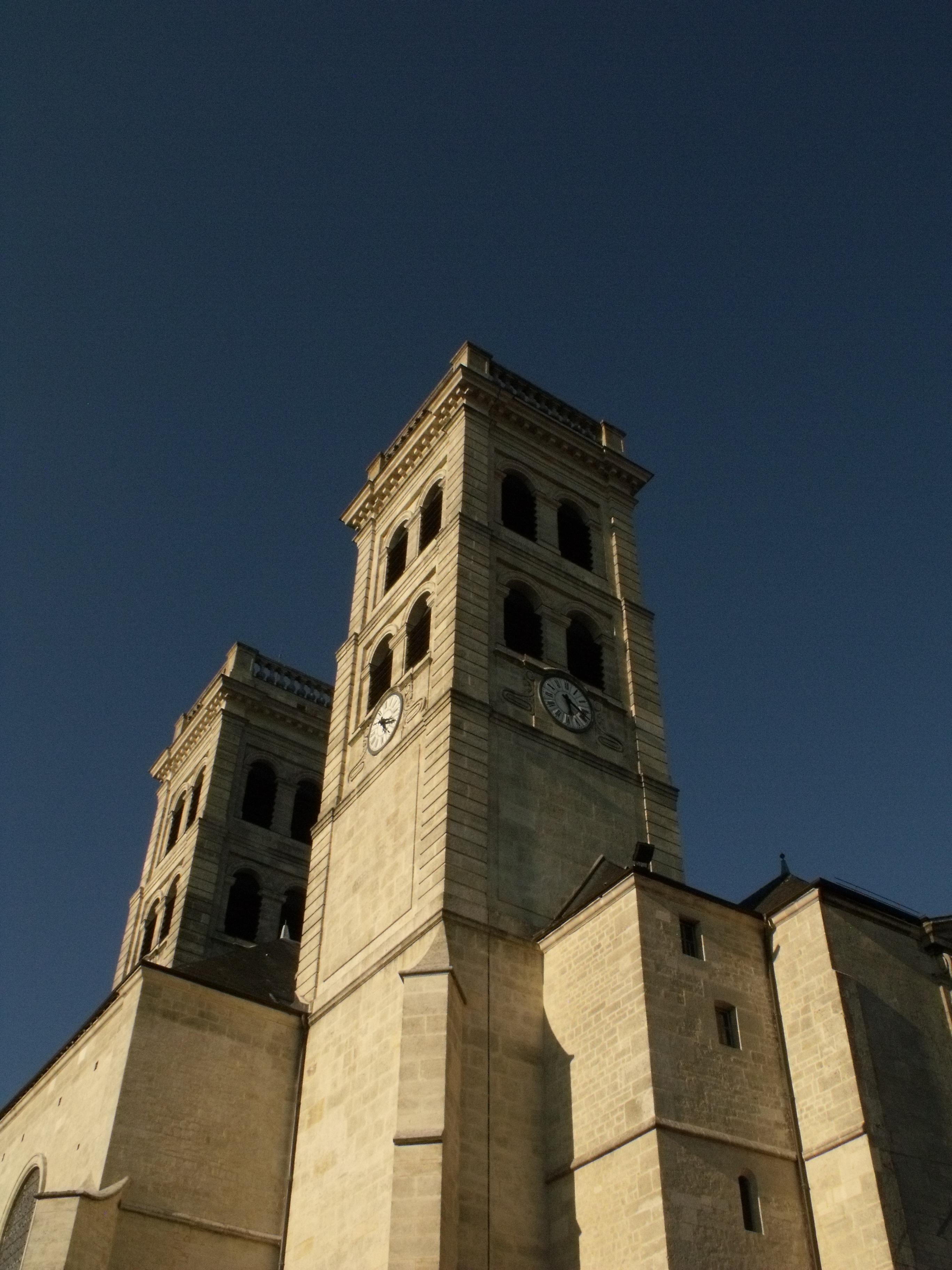
Les clochers.

#### Façades, clochers et portails
La cathédrale possède deux clochers. Elle est accolée à l'ancien palais épiscopal de la ville, accueillant aujourd'hui le centre mondial de la paix.
Le portail du Lion est construit au XIIe siècle par l'architecte Garin, au pied de la tour nord-est, aujourd'hui disparue. Il est muré après l'incendie de 1755, et est seulement redécouvert en 1916 grâce aux bombardements de l'artillerie allemande. Le nom est dû à la présence d'un lion en pierre devant le portail, transféré plus tard au musée de la Princerie. Le tympan figure le Christ en gloire entouré des quatre évangélistes représentés sous la forme du tétramorphe : le lion pour Marc, le taureau pour Luc, l'ange pour Matthieu et l'aigle pour Jean. Au-dessus du portail, il y a une grande niche en plein cintre à fond plat, puis une petite galerie dont la corniche, l'imposte et les colonnettes sont ornés de motifs végétaux.
Le portail Saint-Jean est construit au XIIe siècle par l'architecte Garin, au pied de la tour sud-est, aujourd'hui disparue. Il tire son nom du fait qu'il permettait d'accéder au baptistère Saint-Jean. Il est enfermé au XIIIe siècle à cause de la construction de la salle du Sacraire. La fresque du tympan figurait la présentation de Jésus au Temple et les voussures étaient ornées de têtes, de billettes et de motifs végétaux. Aujourd'hui, il n'y a plus que quelques traces de ce décor polychrome.

Vues extérieures
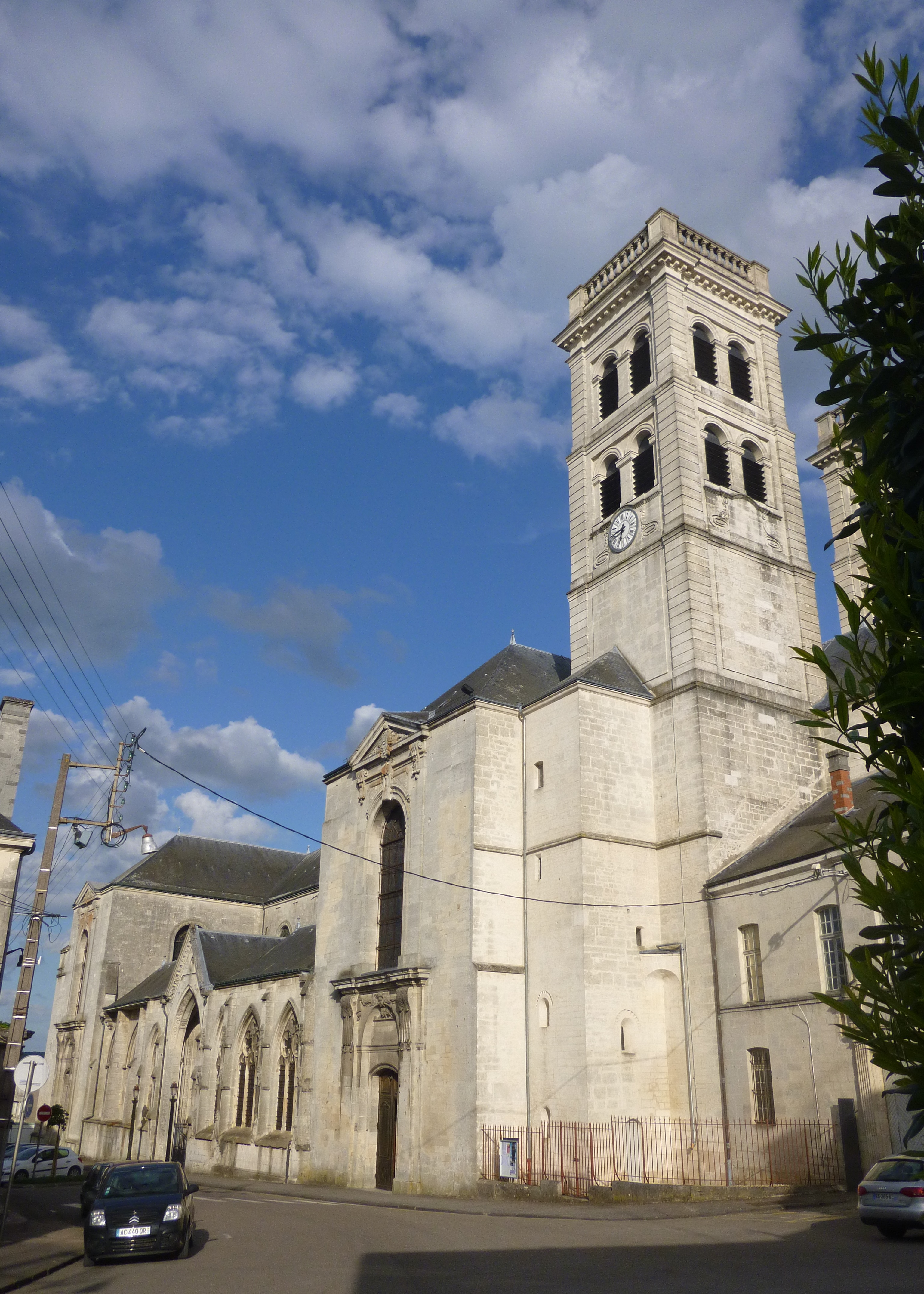
Vue de la place Monseigneur-Ginisty.
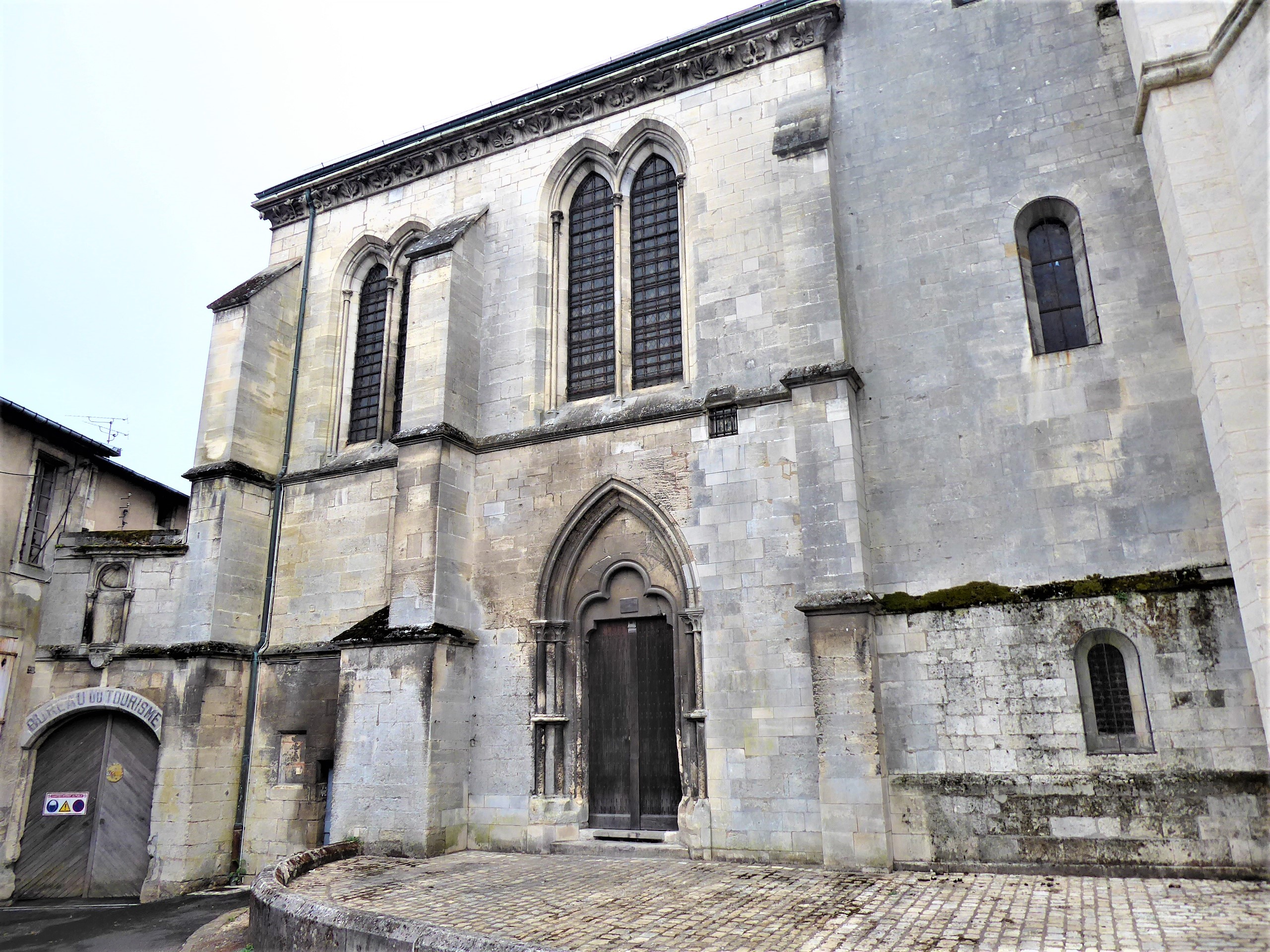
Vue de l'impasse Saint-Jean.
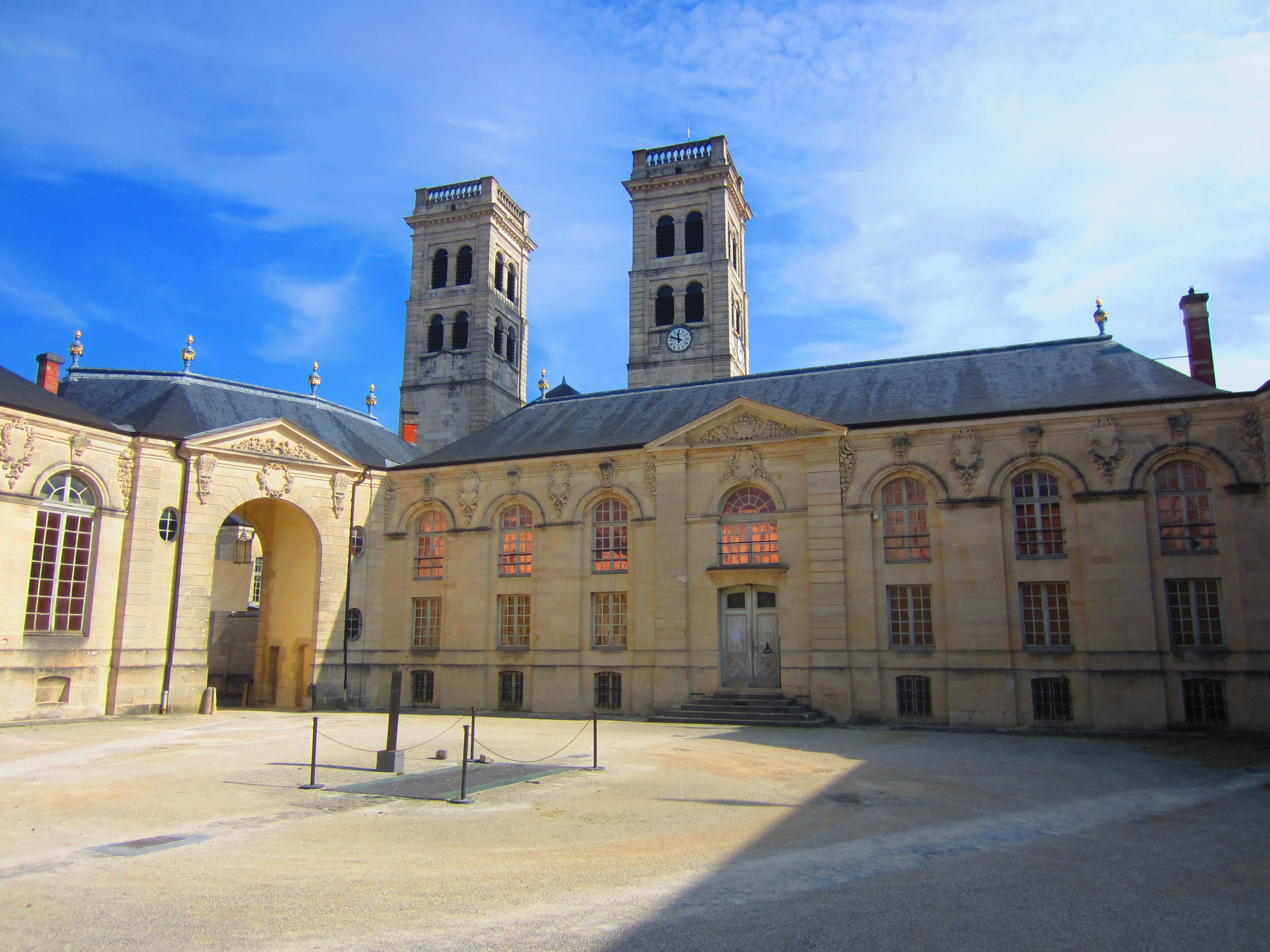
Les clochers vue depuis l'ancien palais épiscopal.
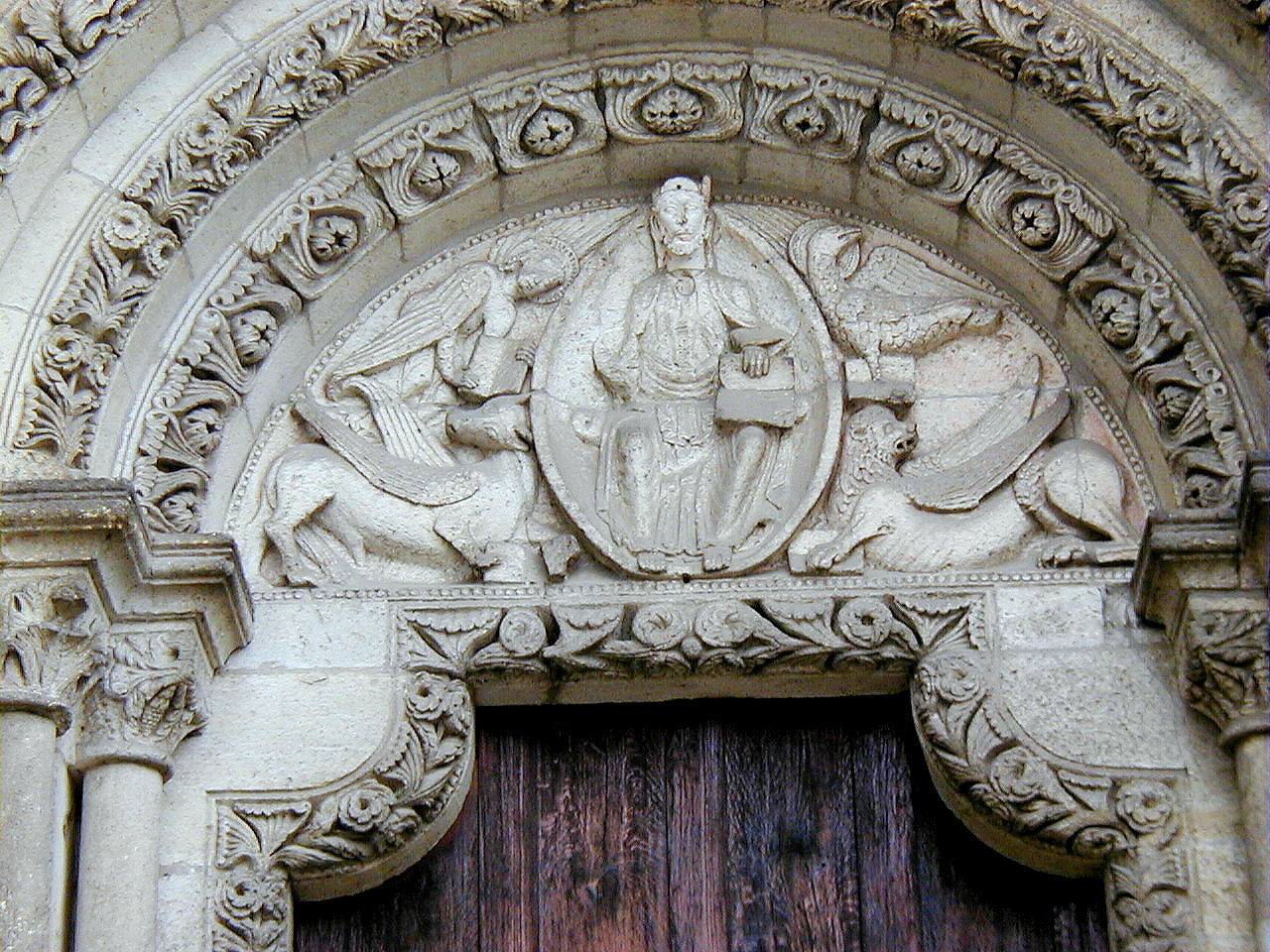
Tympan du portail du Lion.
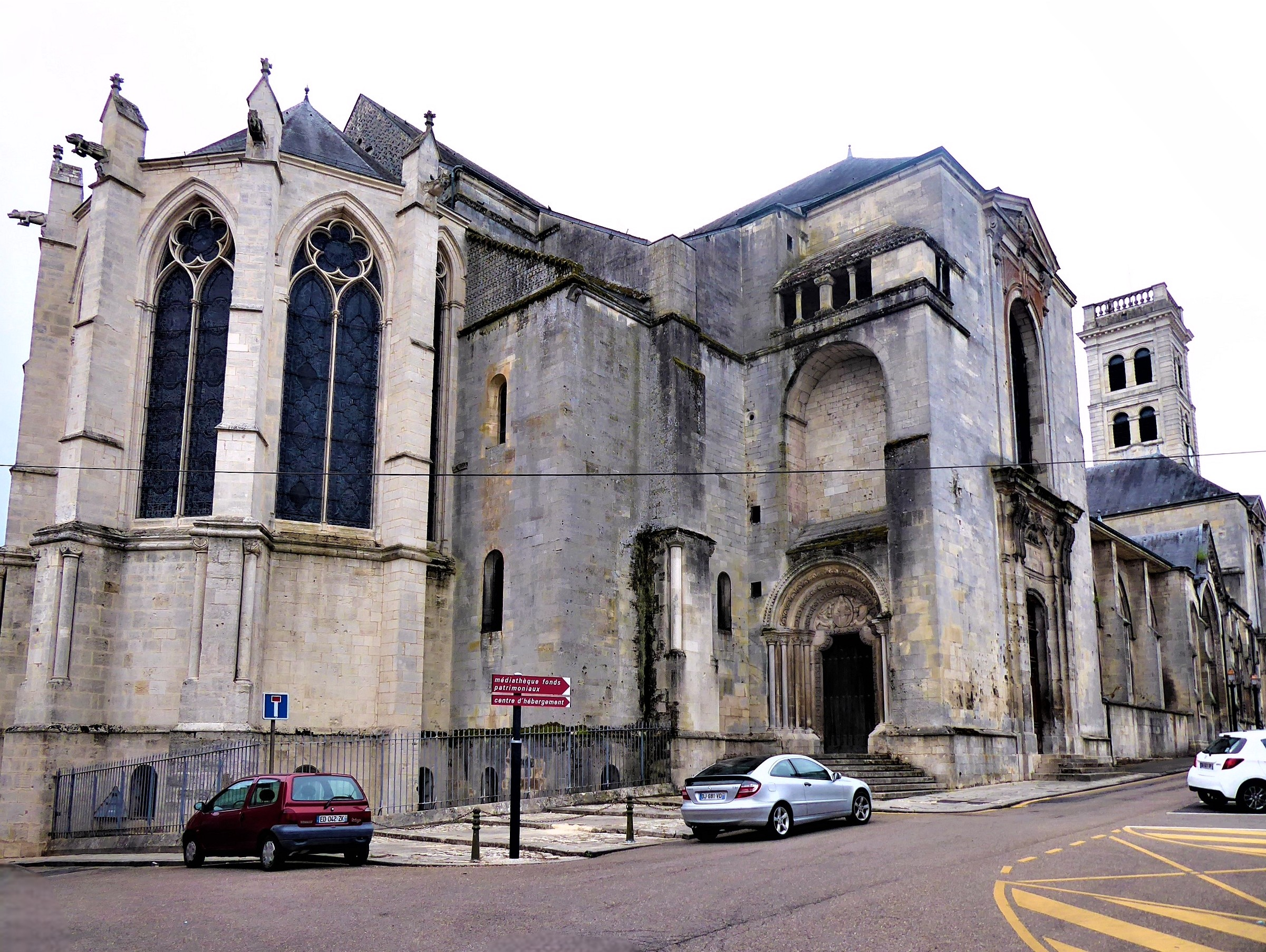
Vue du nord-est.

#### Cloître
Le cloître de style gothique flamboyant présente un développement total de 87 m. Ses trois galeries permettent d'accéder aux dépendances du chapitre. La claire-voie de la galerie orientale date du XIVe siècle tandis que le reste du cloître a été construit de 1509 à 1517,. Le cloître est classé aux monuments historiques le 13 juillet 1907.
Le cloître abrite quatre statues du XIIe siècle. Elles représentent Adam et Ève, l'Annonciation, Caïn et Abel, et un évêque qui serait saint Saintin. À l'origine, elles ornaient les contreforts du chevet oriental de la cathédrale. Très détériorées, elles sont mises à l'abri, restaurées puis installées dans le cloître.

Vues du cloître
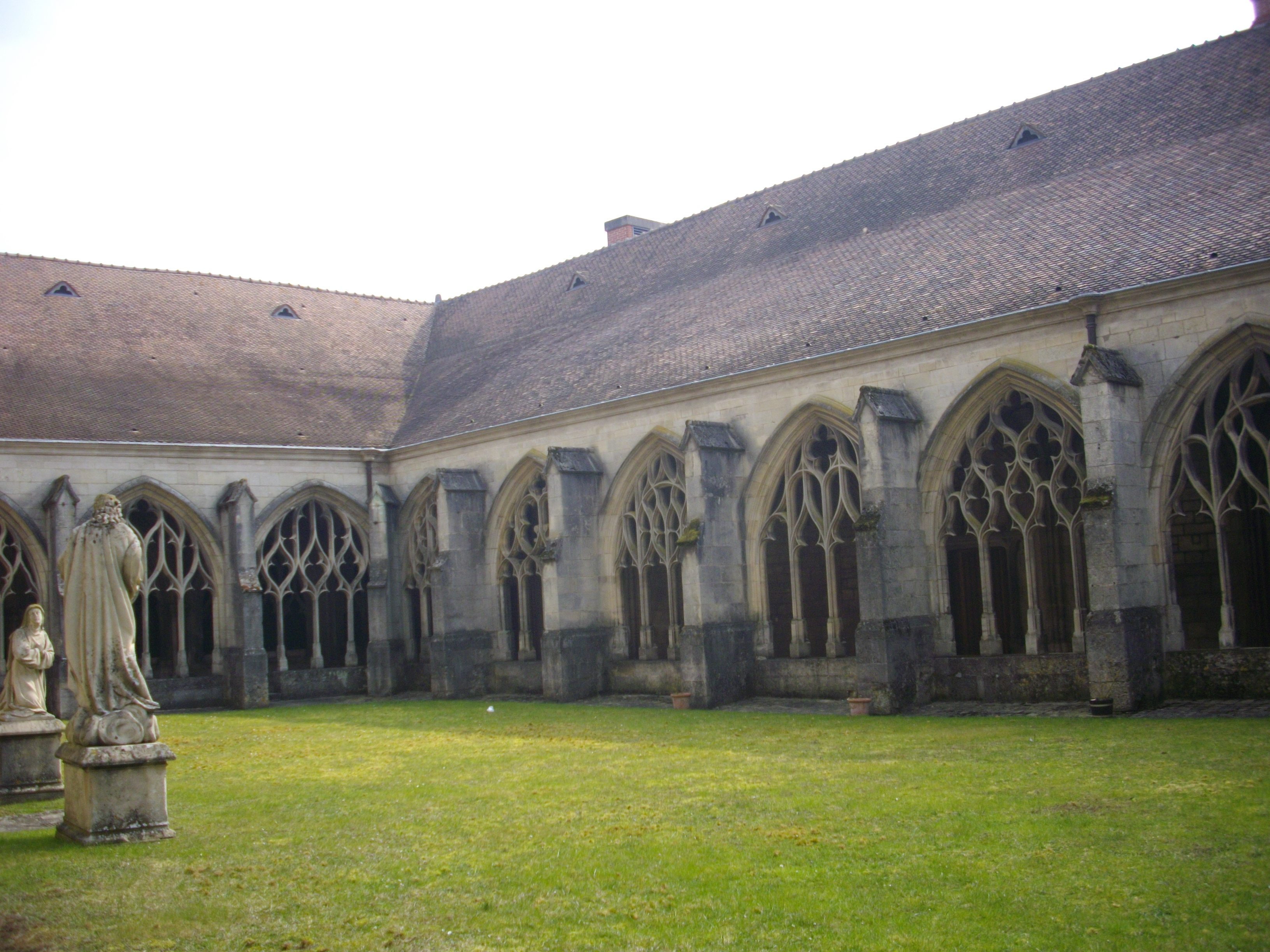
Vue extérieure.
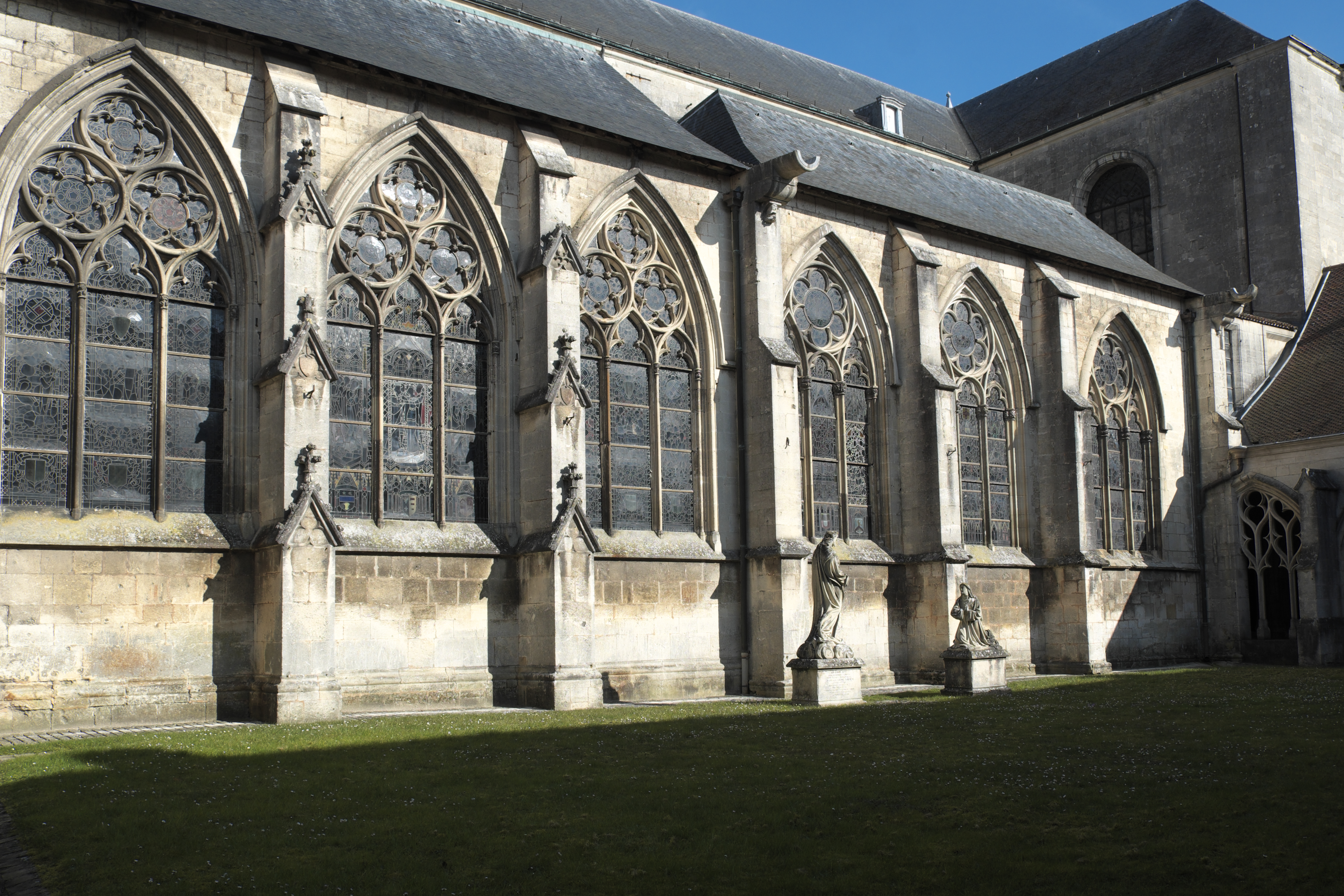
Vue extérieure.
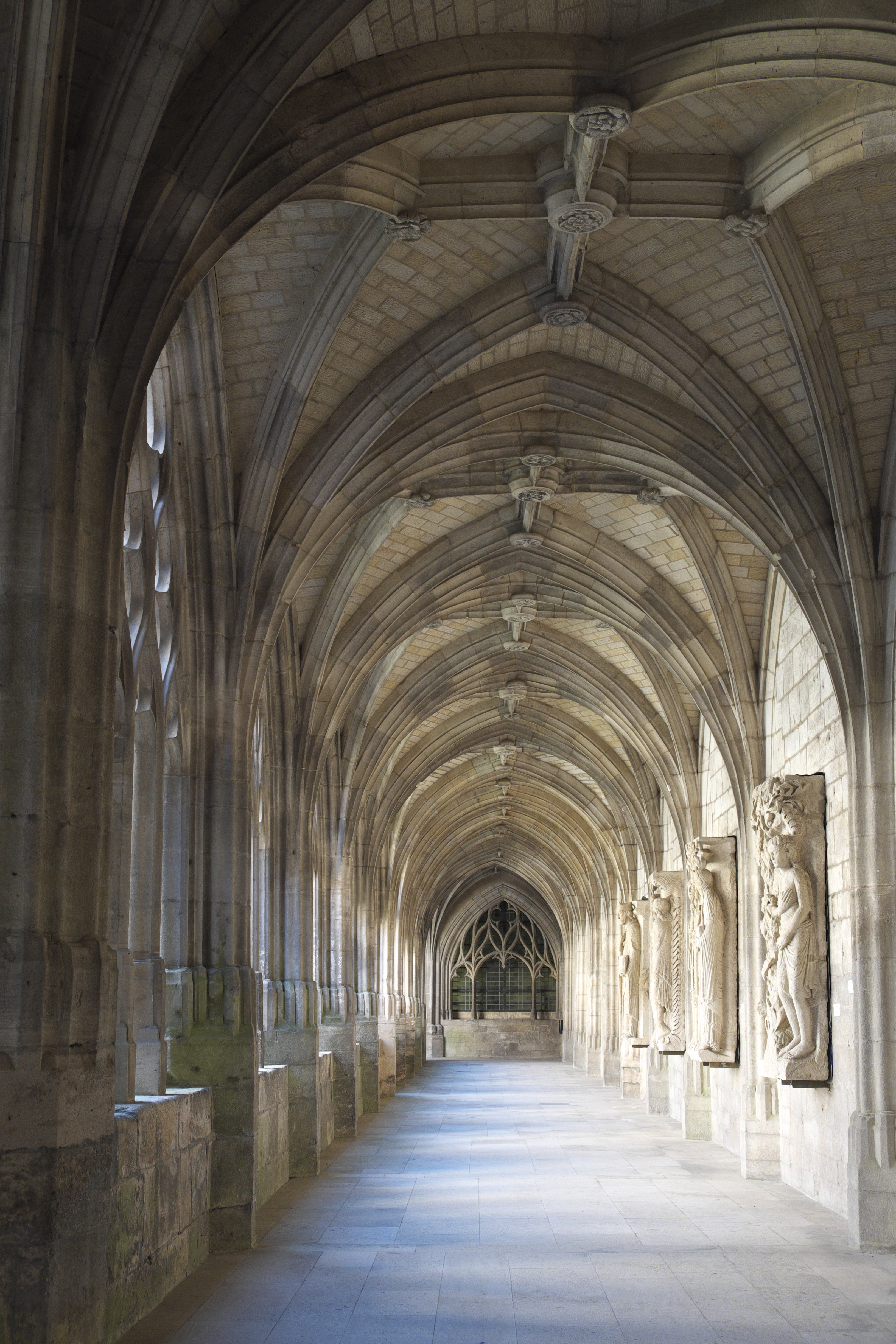
Galerie intérieure.
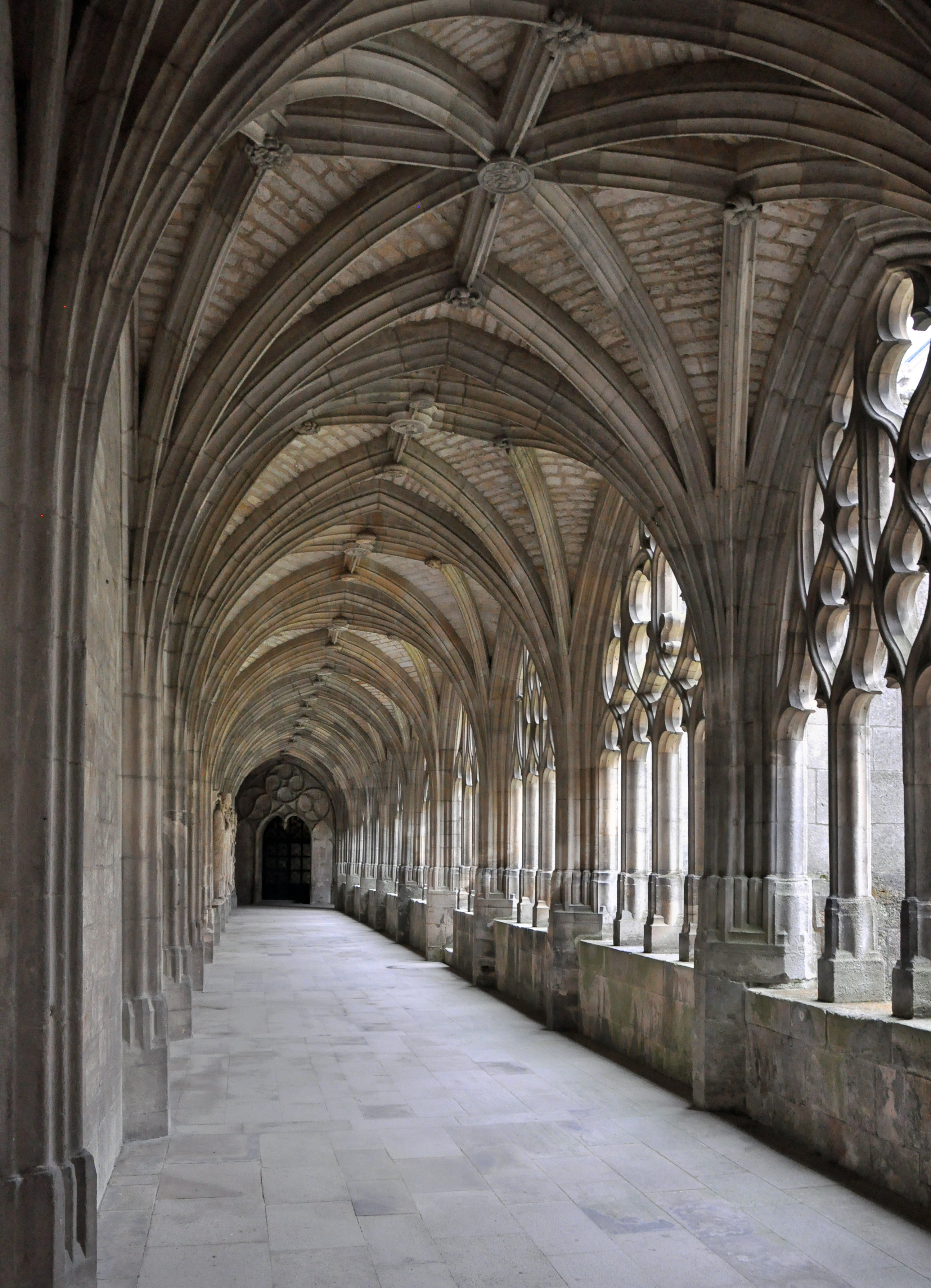
Galerie intérieure.
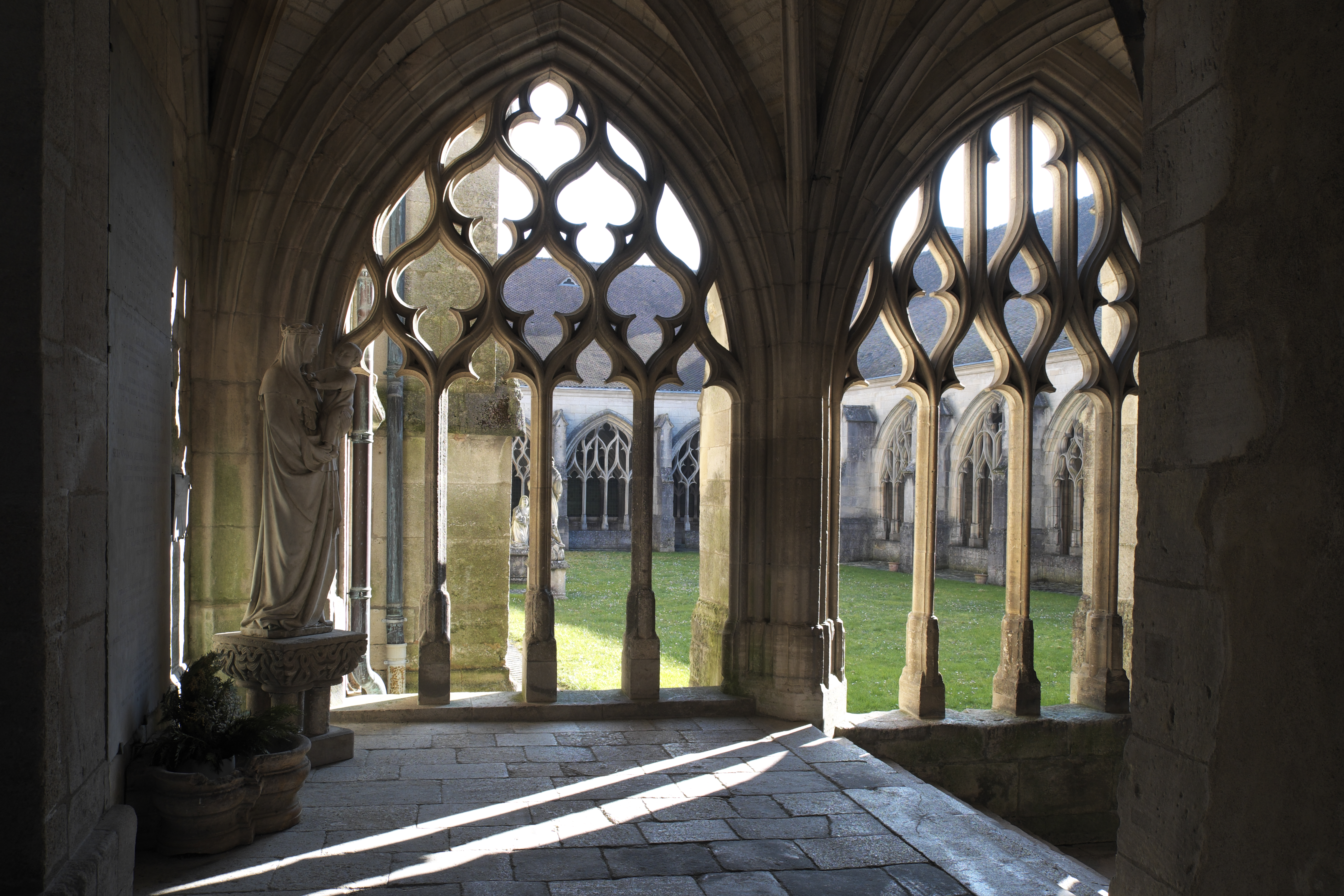
Claire-voie.
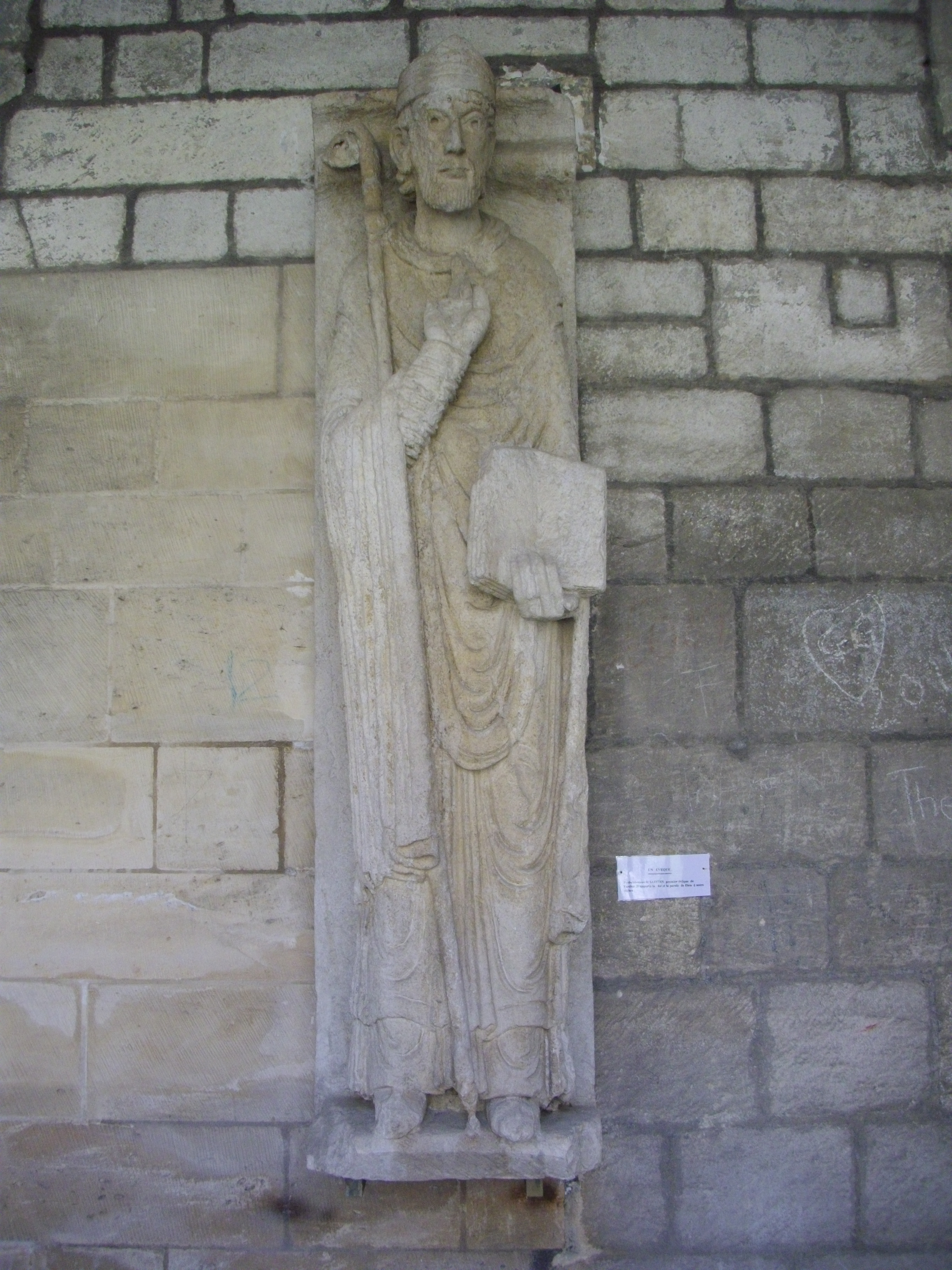
Statue de saint Saintin.
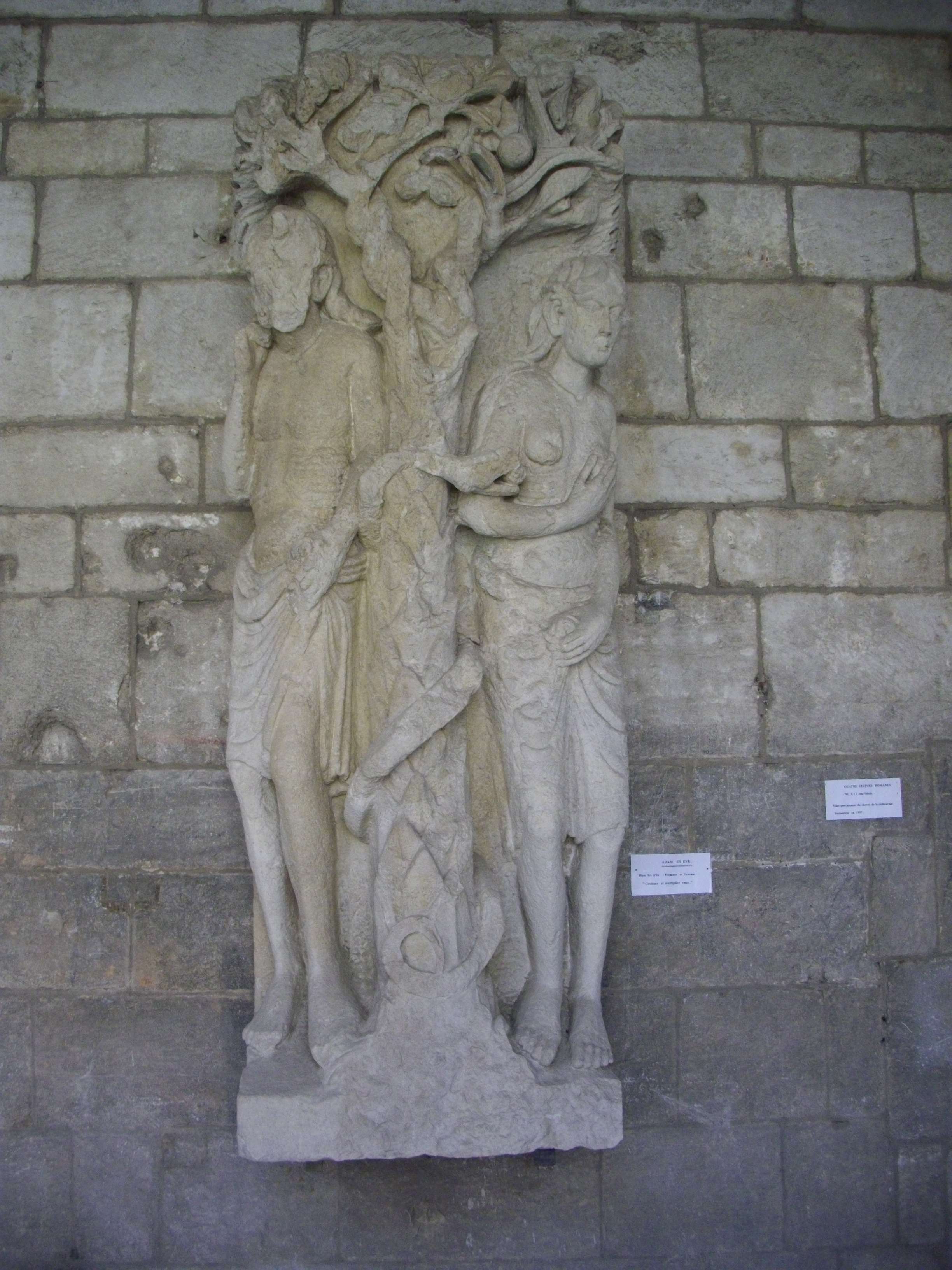
Statue d'Adam et Ève.

### Intérieurs

#### Chœurs, nef et chapelles
La cathédrale mesure 94 m dans le sens de la longueur. Elle est large de 12,4 m au niveau de la nef et de 37 m au niveau des transepts. La voûte est située à 18,5 m de hauteur. La nef de huit travées à collatéraux compte neuf chapelles latérales gothiques. Le gros-porteur de la nef, très modifié après l'incendie de 1755, est de style baroque mais les voûtes gothiques du XIIIe siècle ont été conservées. Le chœur occidental ou "vieux chœur" est à chevet plat tandis que le chœur oriental ou "chœur neuf" possède une abside à sept pans construite au XIIe siècle puis rehaussée par Pierre Perrat au XIVe siècle ; à l'origine, les deux chœurs se terminaient d'un chevet plat percé d'un triplet de baies en plein cintre surmonté d'un pignon aigu lui-même percé d'un oculus de faible diamètre.
La chapelle du Chapelet est construite de 1505 à 1515 par l'architecte Nicolas Masson dans un style gothique flamboyant. C'est l'une des dernières à être érigée, et elle est ornée de plusieurs sculptures. L'autel baroque est surmonté d'une Pietà réalisée par le sculpteur nancéien Joseph Jonkher vers 1774. La chapelle est clôturée par une grille en fer forgé du XIXe siècle, inspirée des grilles du chœur de la cathédrale Notre-Dame de Paris. Cette grille a été classée au titre d'objet aux monuments historiques le 2 mai 1989.

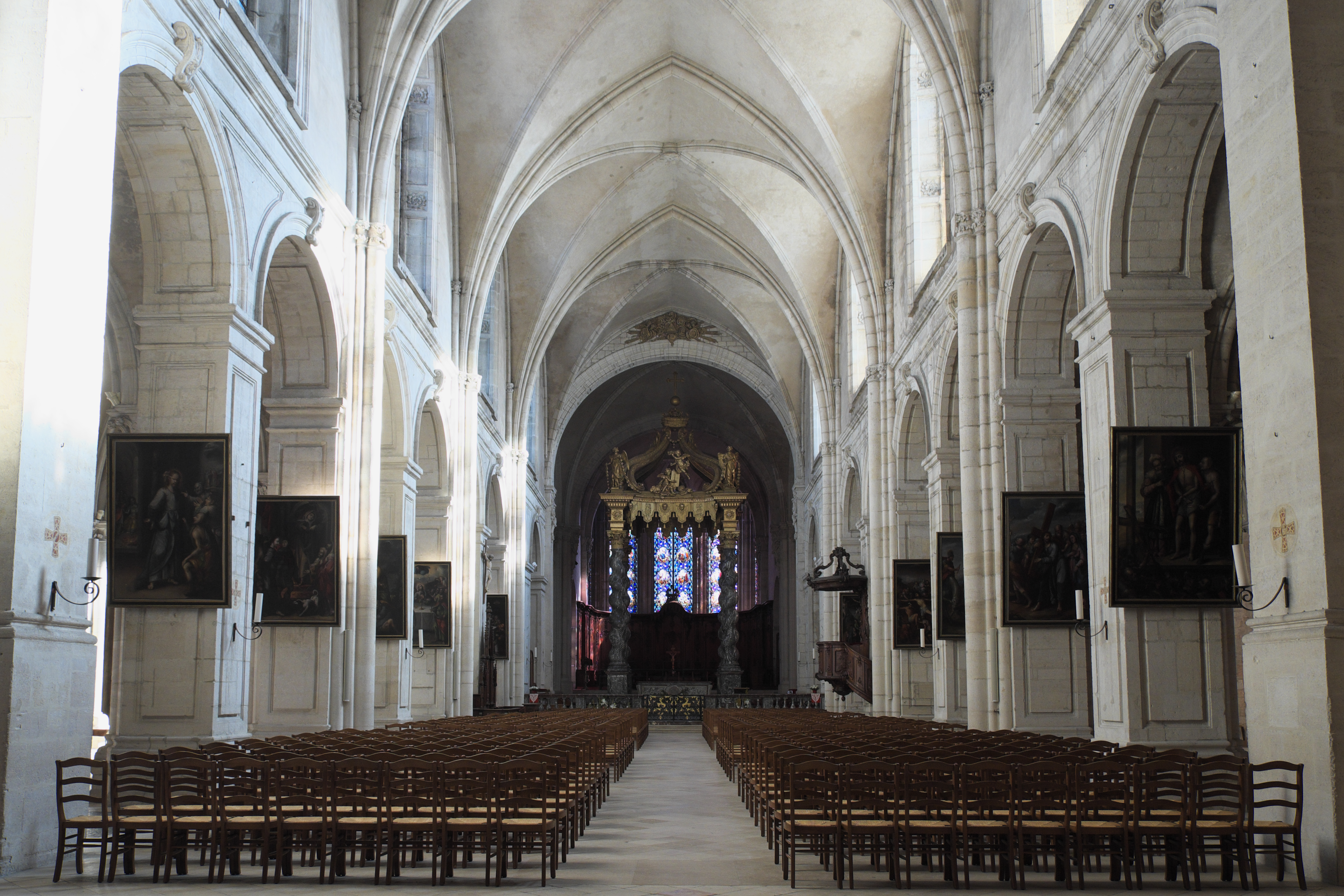
Nef.
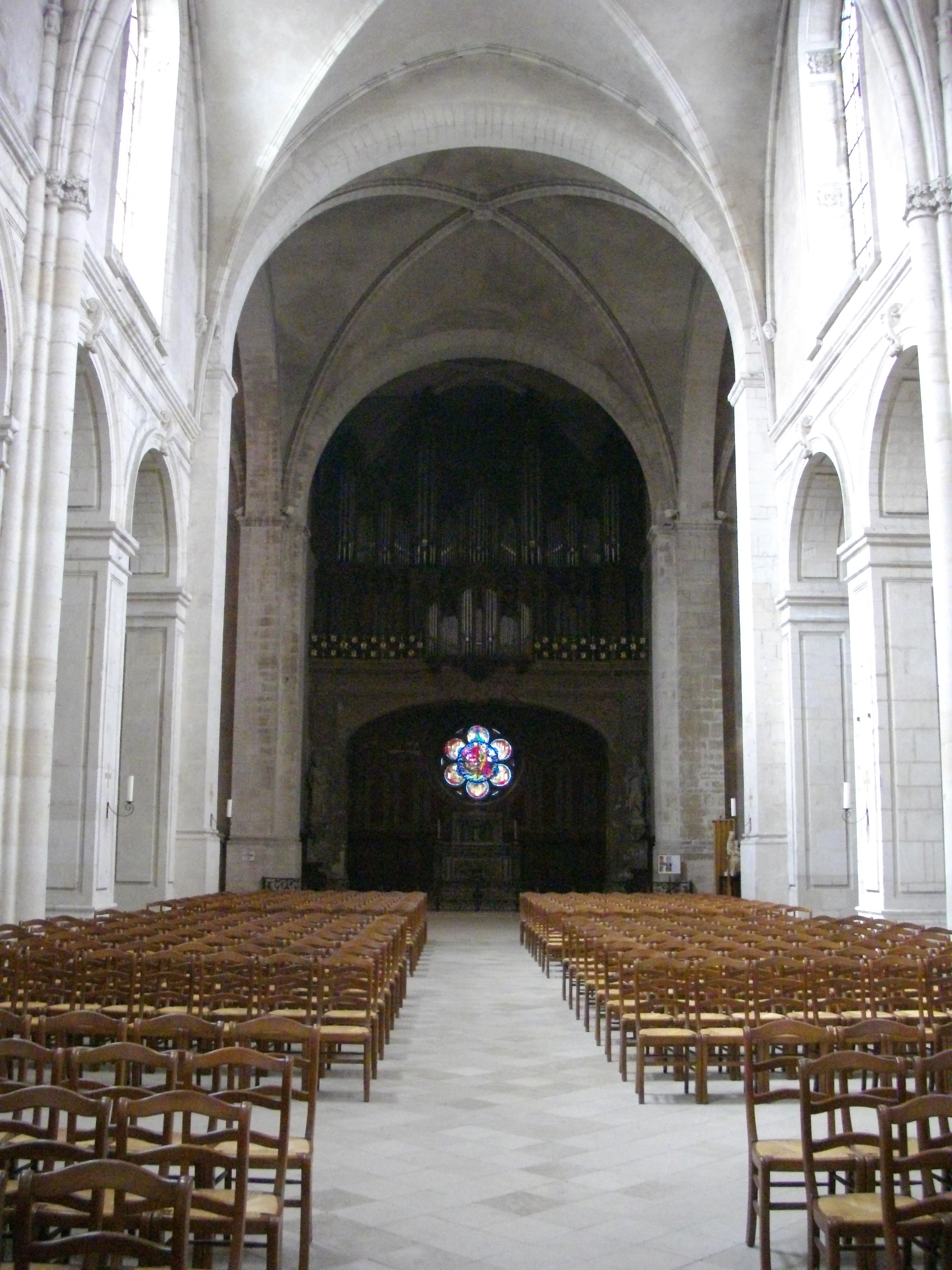
Nef en direction du vieux chœur.
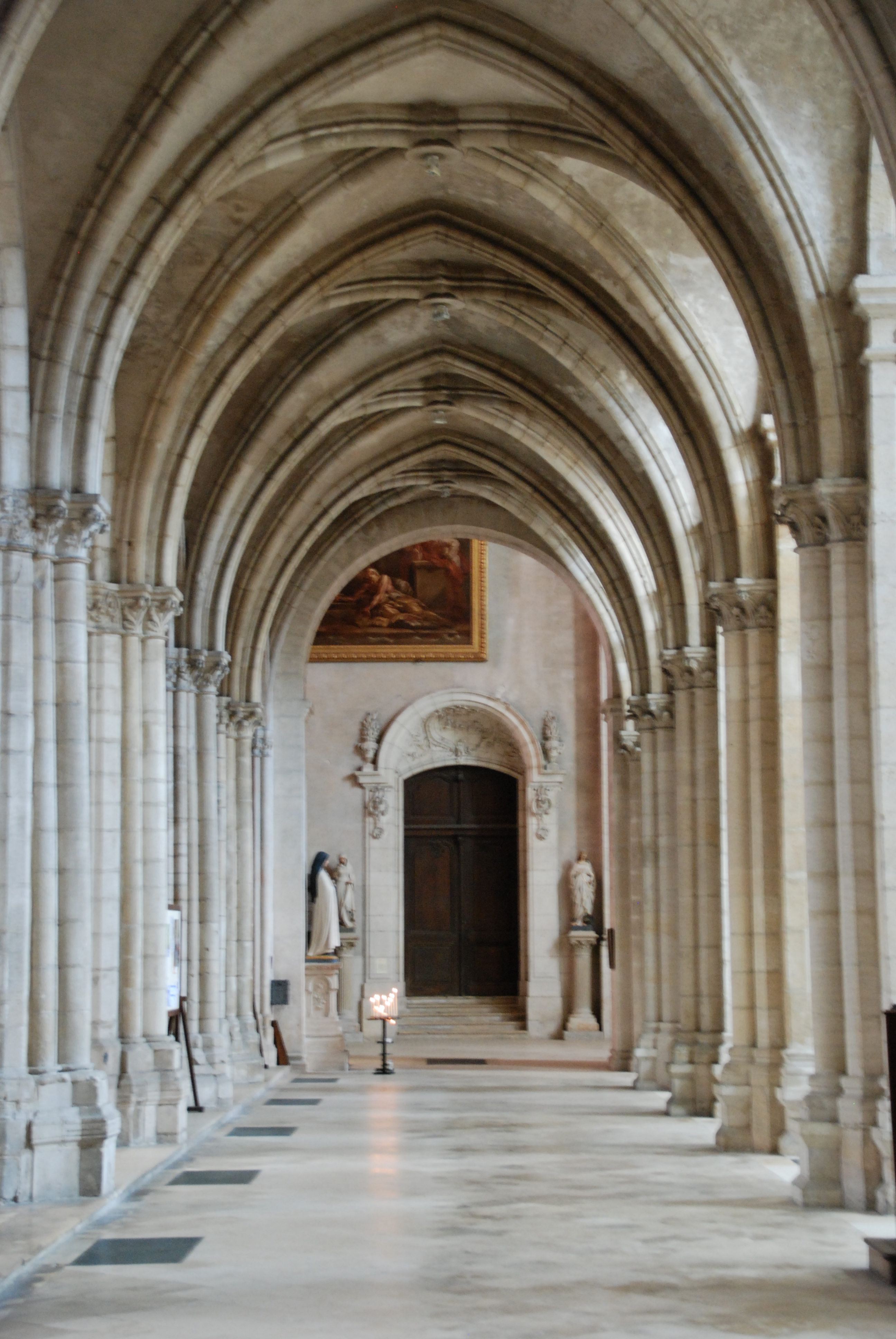
Collatéral.
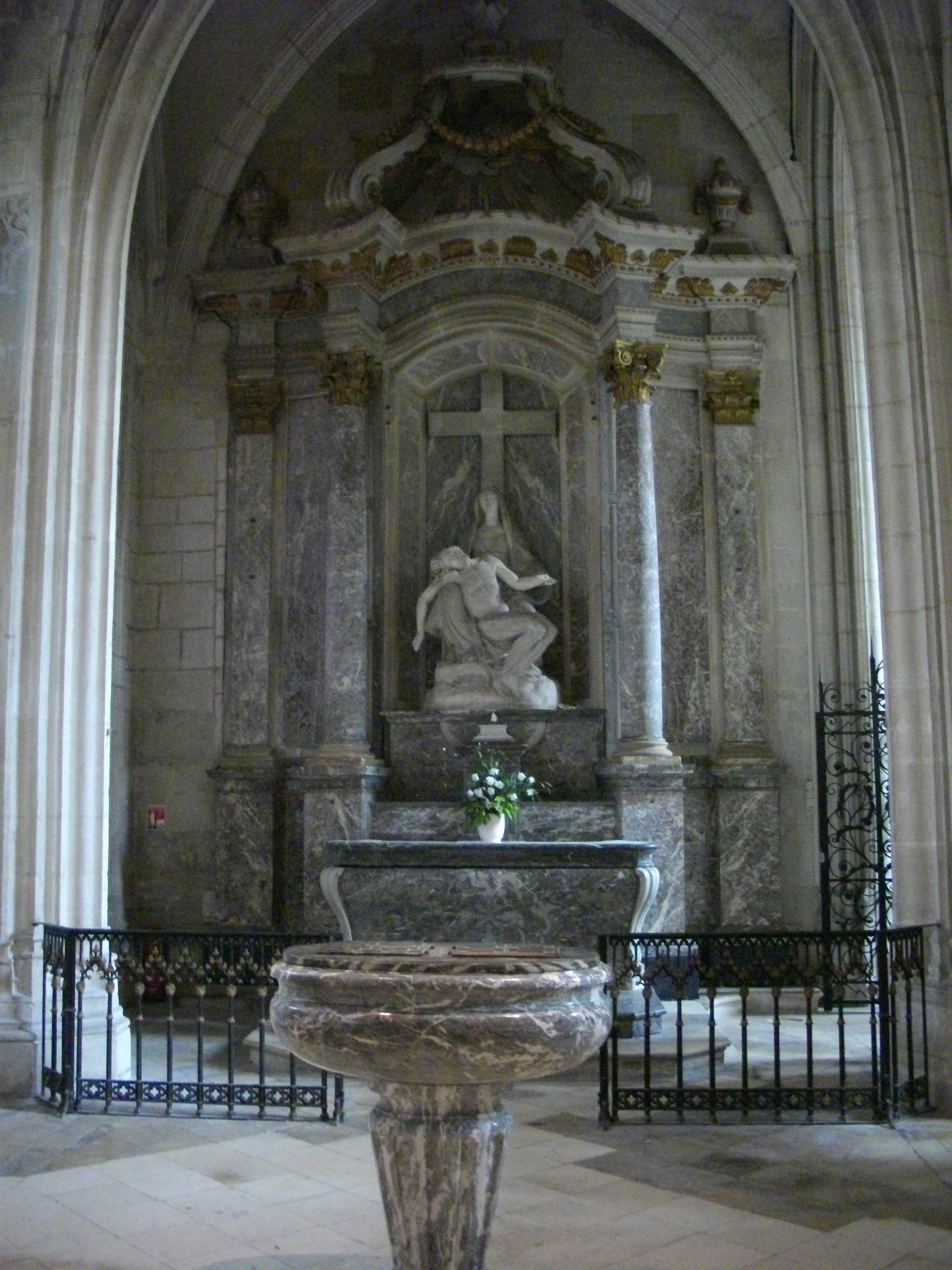
Chapelle du Chapelet.
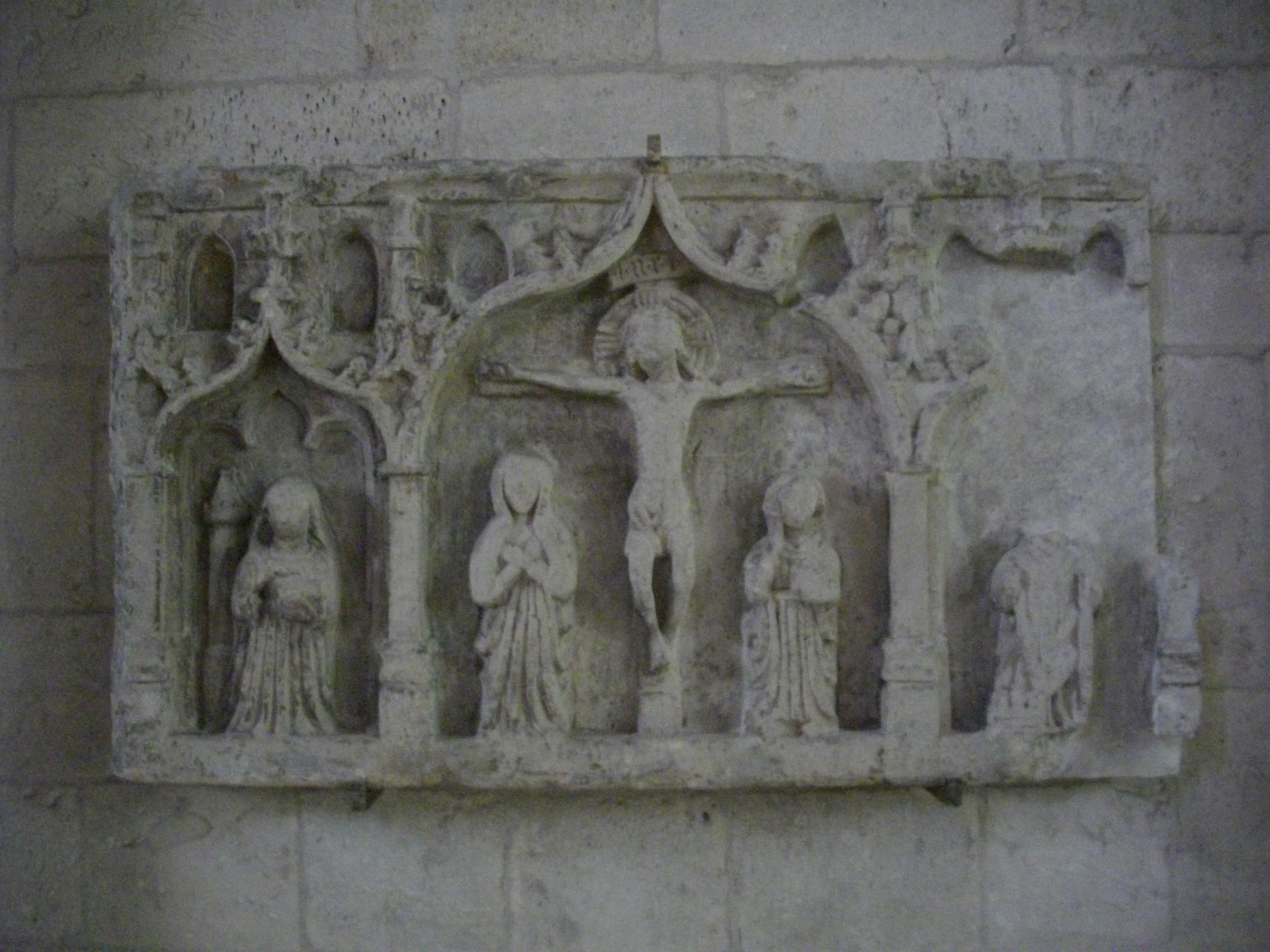
Ancien retable.

#### Mobilier
Le baldaquin installé au croisement du transept et du chœur oriental est une réplique réduite de celui de la basilique Saint-Pierre de Rome. Sculpté par le chanoine Chaligny de Plaine en 1760, il est fait de marbre, de stuc, de bois doré et de ferronnerie. La balustrade du chœur est inspirée de celle du jardin du Luxembourg à Paris. L'ensemble doit capter le regard du spectateur sur un symbole de l'art baroque et faire oublier l'image médiévale de la cathédrale.
La chaire date de 1760, remplaçant celle disparue dans l'incendie de 1755. Sculptée dans du bois de chêne, elle est l'œuvre de Charpentier, un élève du sculpteur toulois Lacour. Les motifs de la rampe de l'escalier illustrent la parabole du semeur, le sermon sur la montagne et la prophétie d'Isaïe sur l'ascension des peuples vers le ciel.
Les stalles du chœur oriental datent également de 1760 et sont l'œuvre du sculpteur toulois Lacour. Situées dans une cathédrale, elles comptent le trône de l'évêque, au centre de l'hémicycle, avec les places des chanoines de part et d'autre. Les nombreux décors font référence aux Saintes Écritures. Les stalles sont mises à l'abri pendant la Première Guerre mondiale, puis sont restaurées.
La cathédrale abrite la châsse reliquaire de saint Saintin. Ce dernier a évangélisé la ville de Verdun au IVe siècle. Reparti à Meaux pour s'occuper de sa communauté religieuse, son corps est rapatrié en 1032 à l'abbaye Saint-Vanne de Verdun. À la révolution de 1789, les reliques sont cachées dans le tombeau d'Aymar-Chrétien-François de Nicolaÿ. En 1804, Antoine Eustache d'Osmond, évêque de Nancy-Toul administrant le diocèse de Verdun, fait mettre ces reliques dans une châsse reliquaire.
Le reliquaire du Saint-Voile contient une relique prélevée sur le Voile de la Vierge, trésor de la cathédrale Notre-Dame de Chartres. La relique est donnée à Verdun le 20 octobre 1933 par Raoul Harscouët, évêque de Chartres. Le reliquaire est une sculpture en bronze, dorée au nitrate de mercure, réalisée en 1933 par le sculpteur Henri Bouchard et l'orfèvre Brunet. Il représente Notre-Dame de Verdun, portant dans sa main un tube de verre contenant la relique, et trônant sur la cathédrale telle qu'elle était avant l'incendie de 1755.
Le sacramentaire de Fulda (Xe siècle) fut conservé au trésor de la cathédrale de Verdun jusqu'au XVIIIe siècle, puis il entra dans les collections de la bibliothèque de la cour de Mannheim, qui fut transférée à Munich en 1803−1804. Le sacramentaire de l'église de Verdun (XIe siècle) est vraisemblablement passé à l'usage de la cathédrale Notre-Dame de Verdun dans le courant du XIIe siècle.

Vues du mobilier
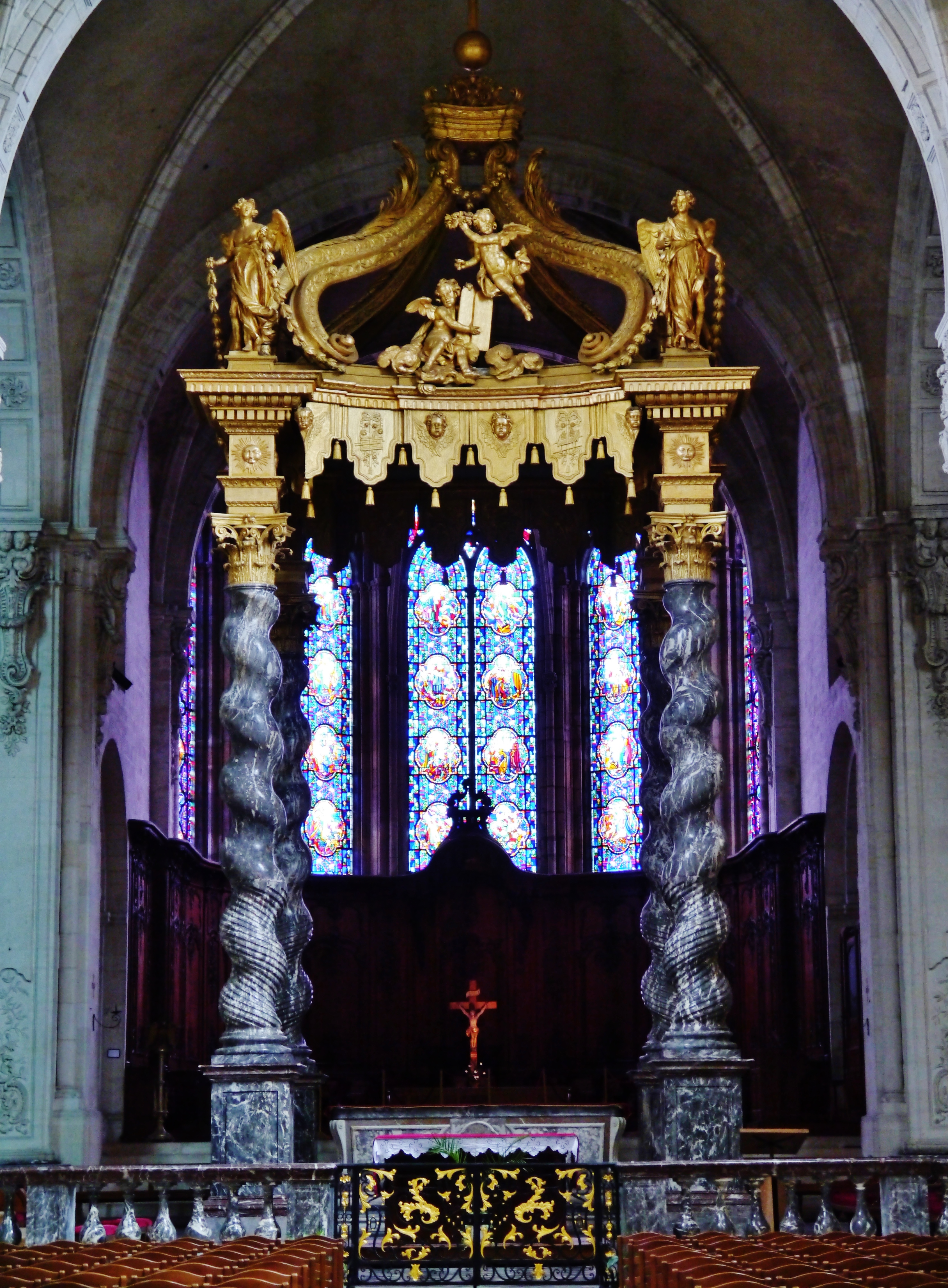
Le baldaquin.
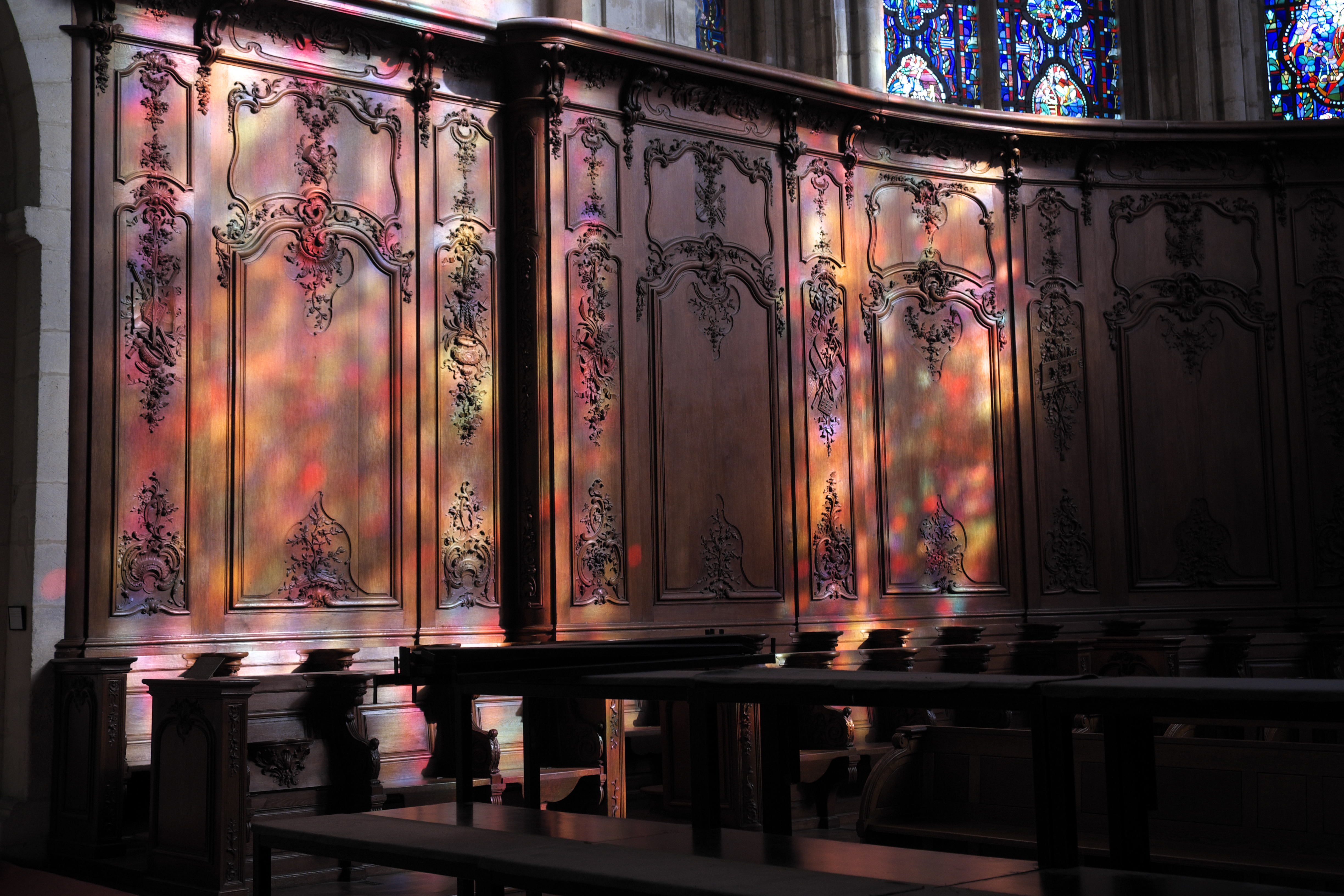
Les stalles.
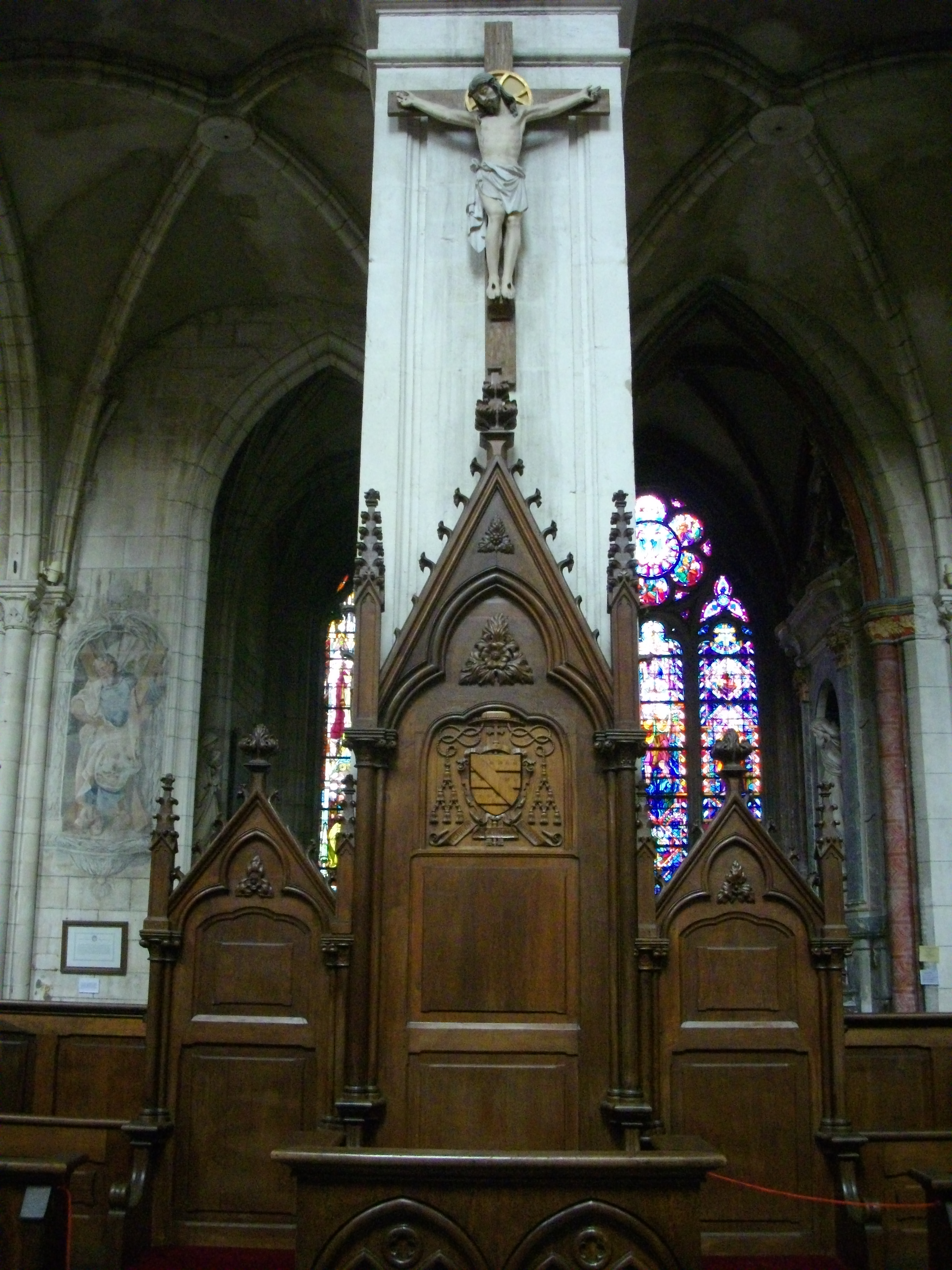
Les stalles.
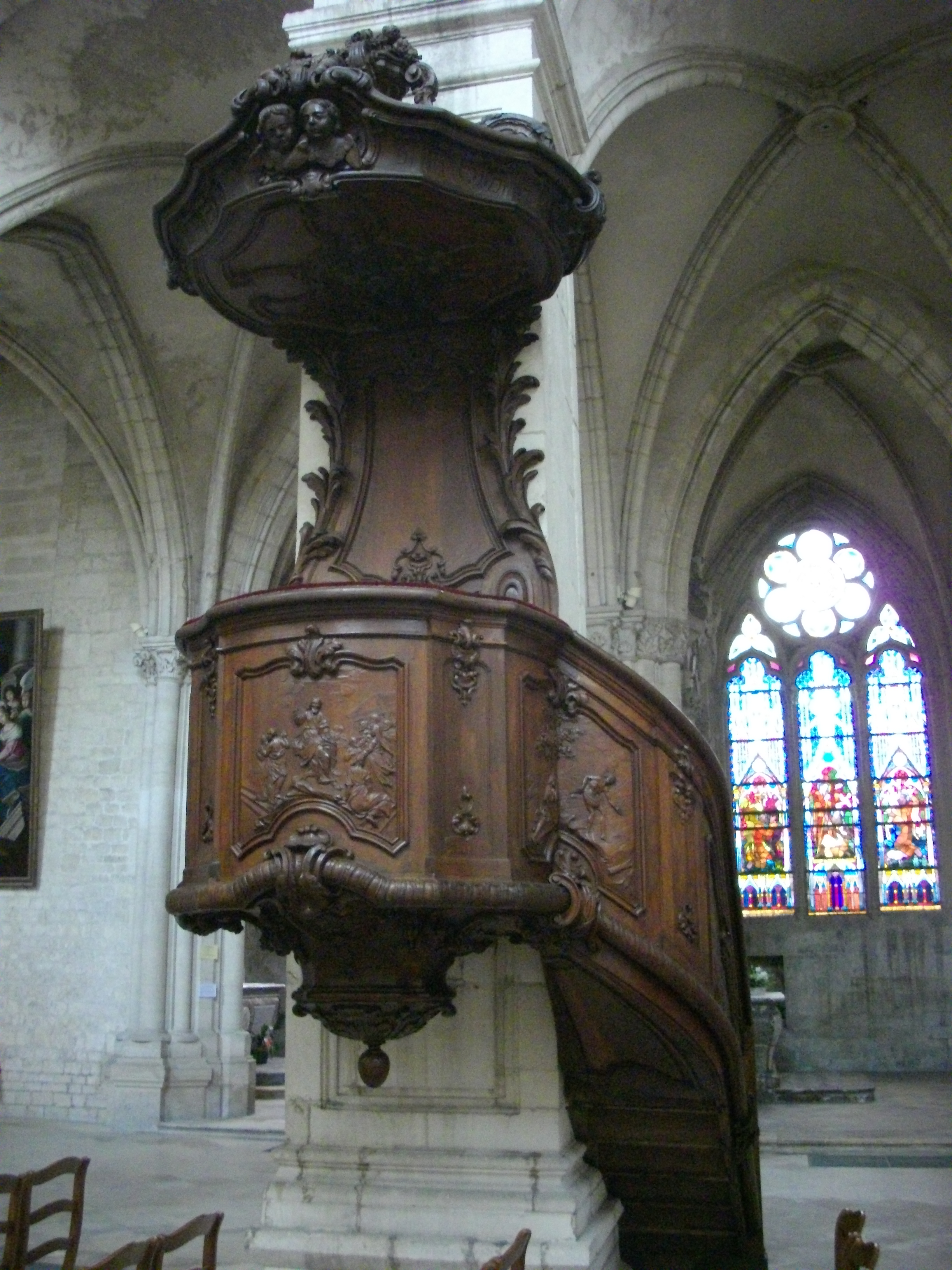
La chaire.

#### Vitraux
Les vitraux et verrières de la cathédrale sont réalisés par le maître-verrier nancéien Jean-Jacques Grüber, pour remplacer ceux pulvérisés par les bombardements allemands de la Première Guerre mondiale. Un vitrail situé dans le transept occidental et réalisé de 1927 à 1934, illustre la consécration de la cathédrale par le pape Eugène III le 11 novembre 1147,.

Vitraux
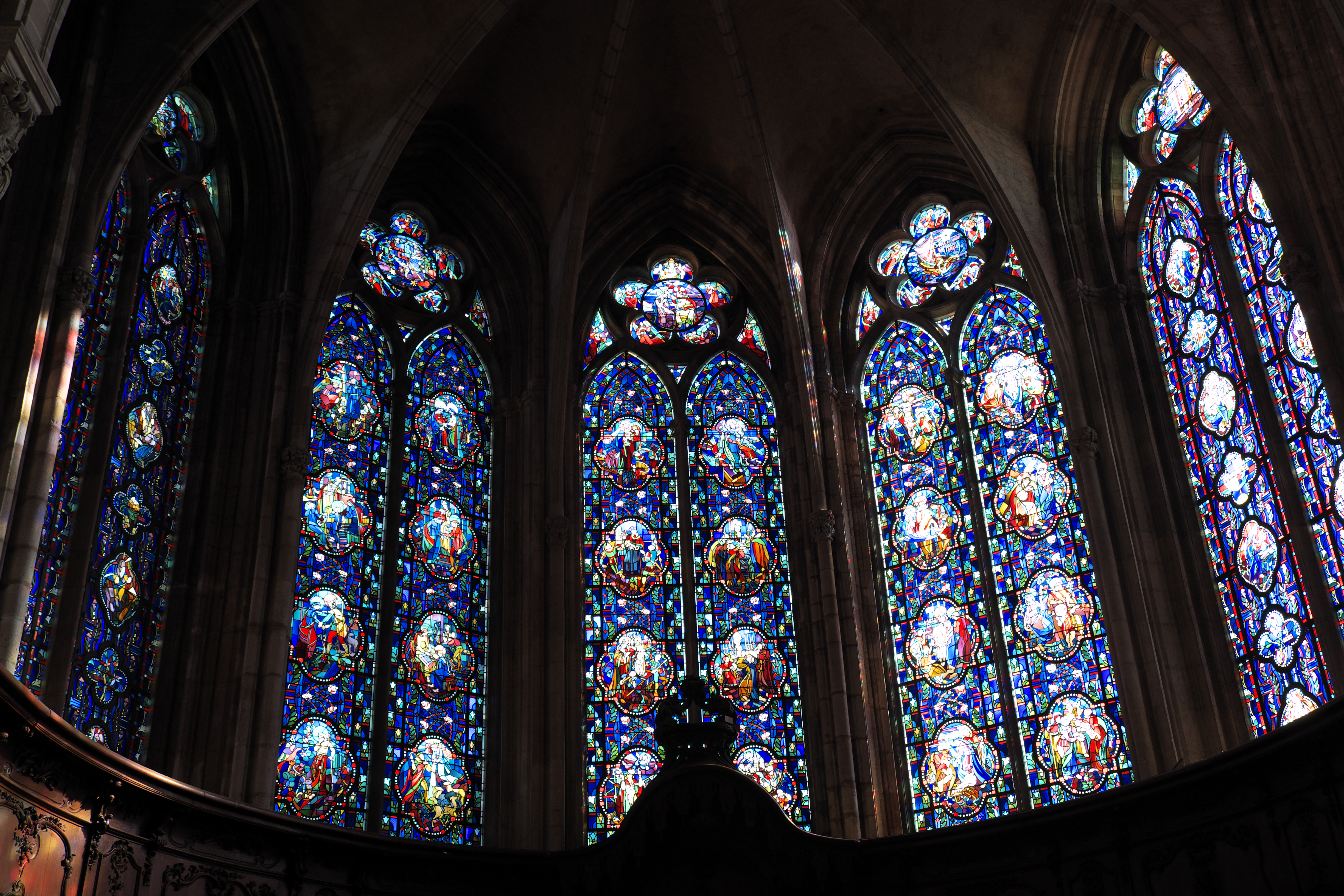
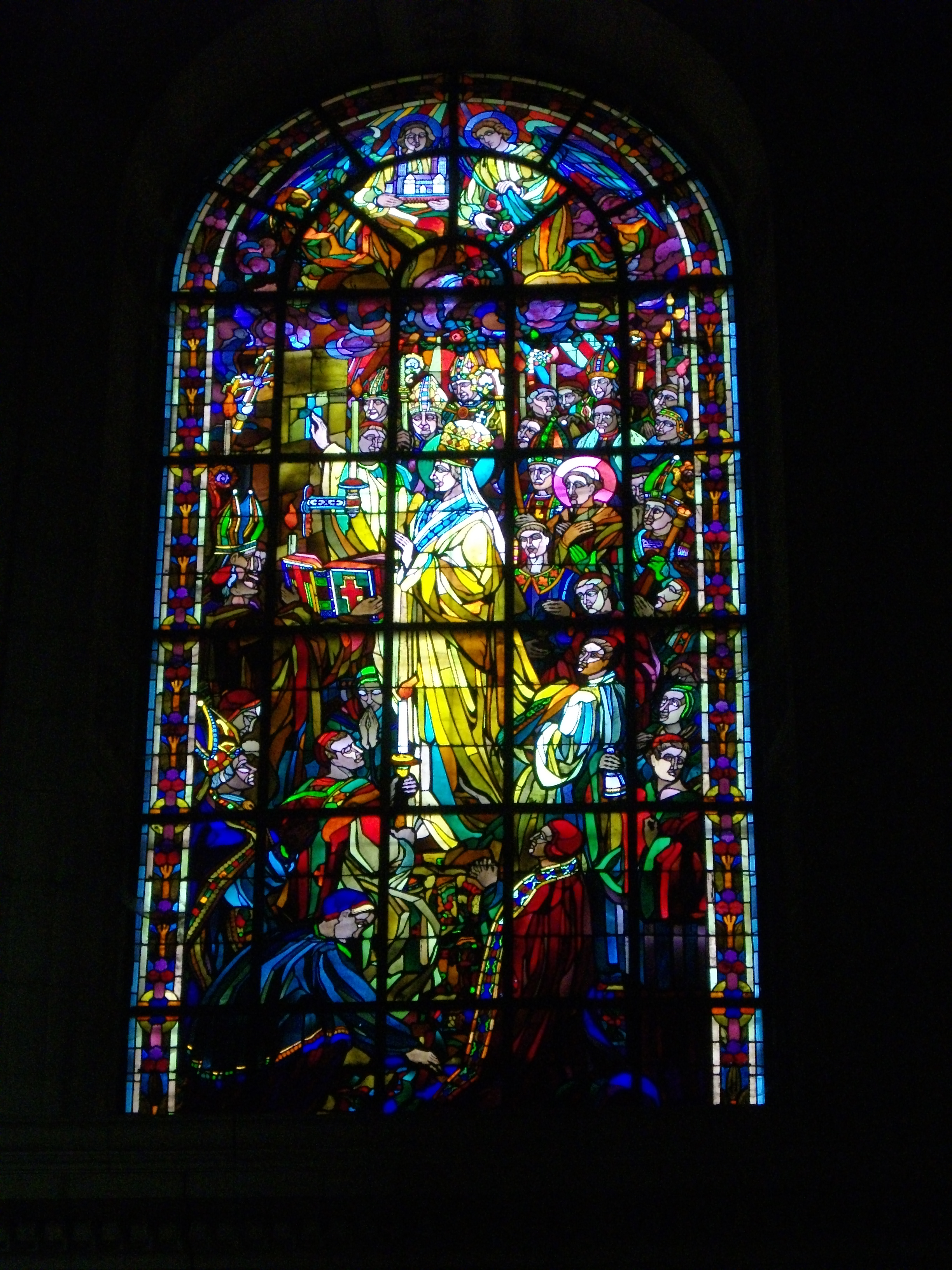
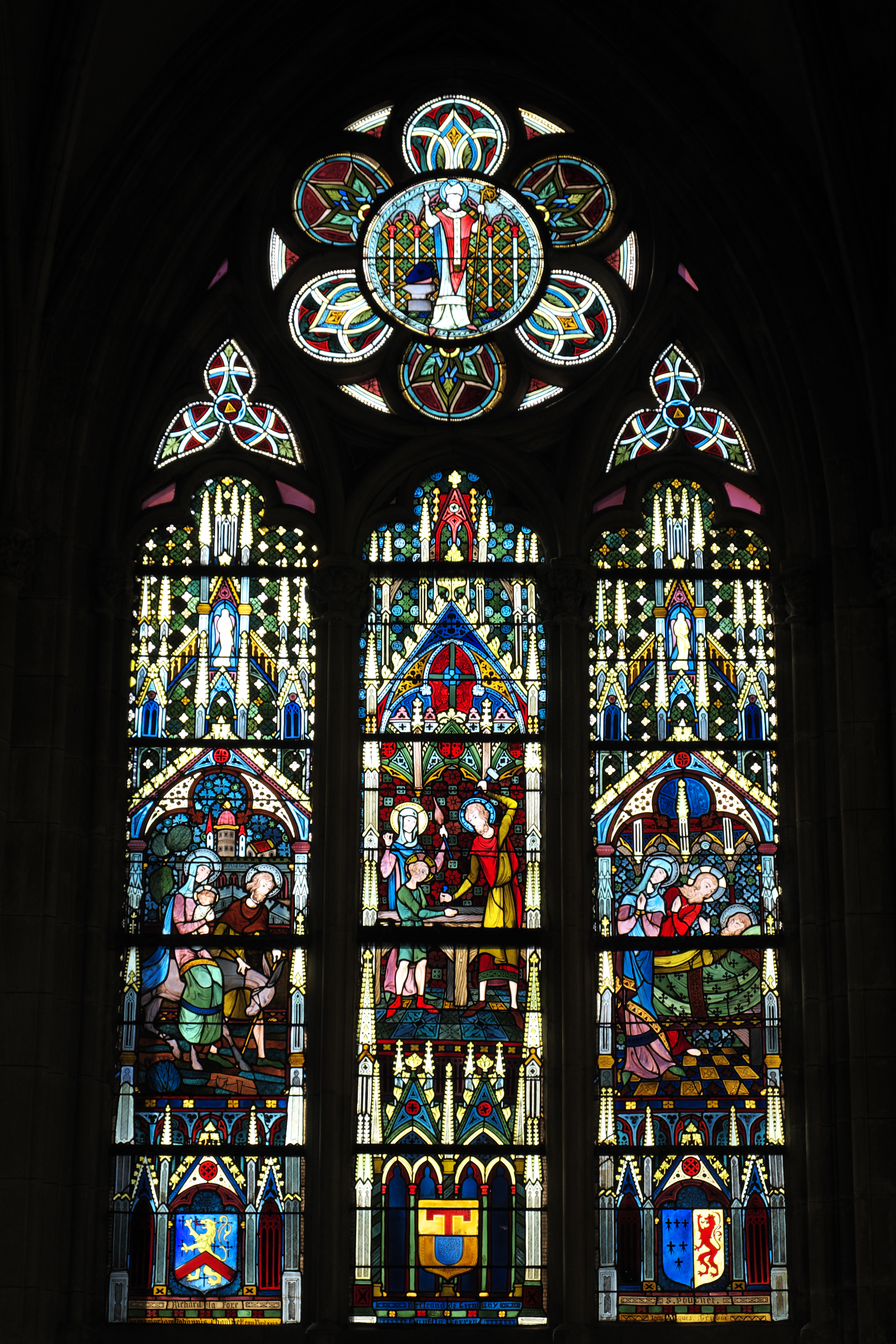
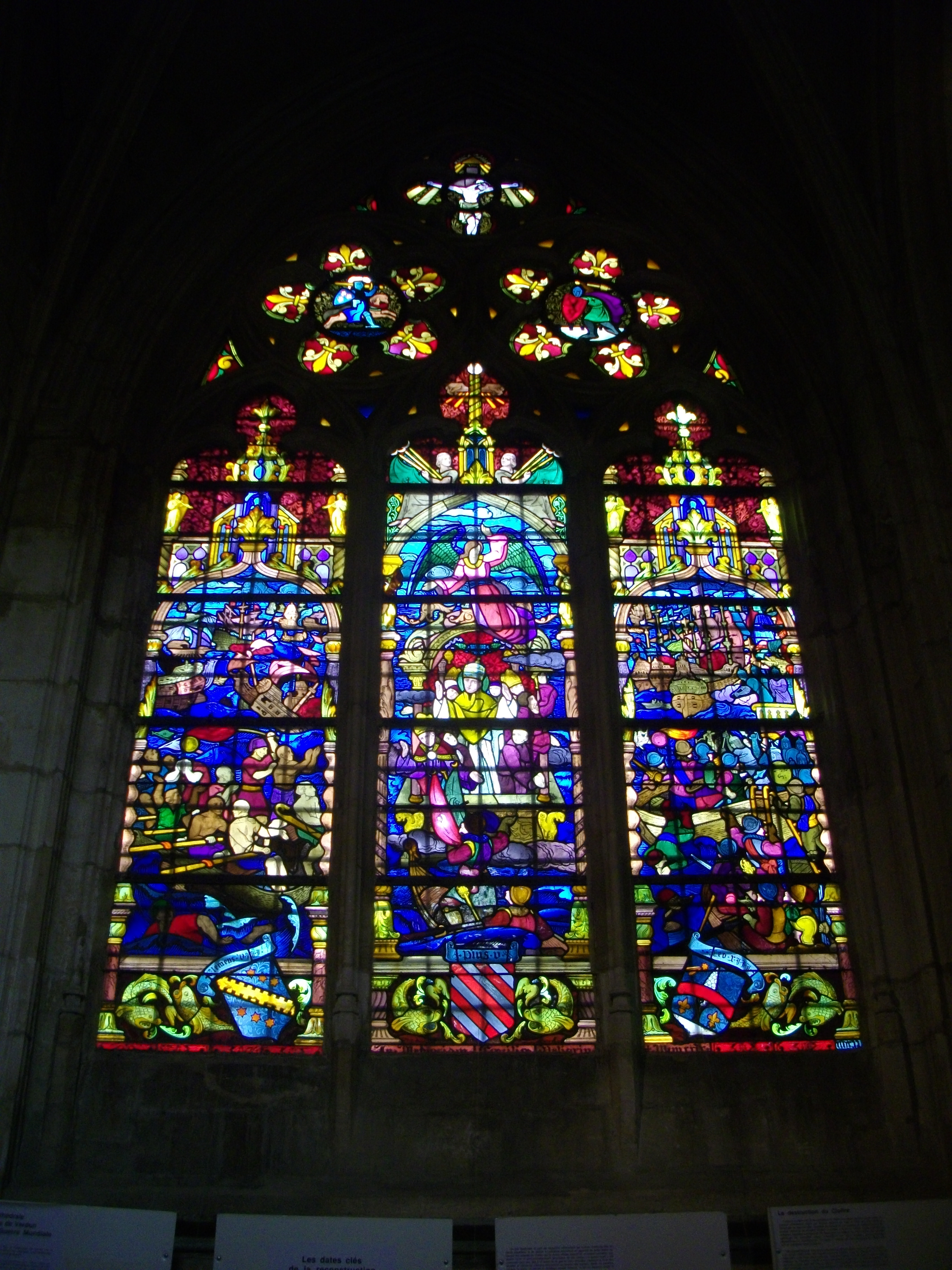
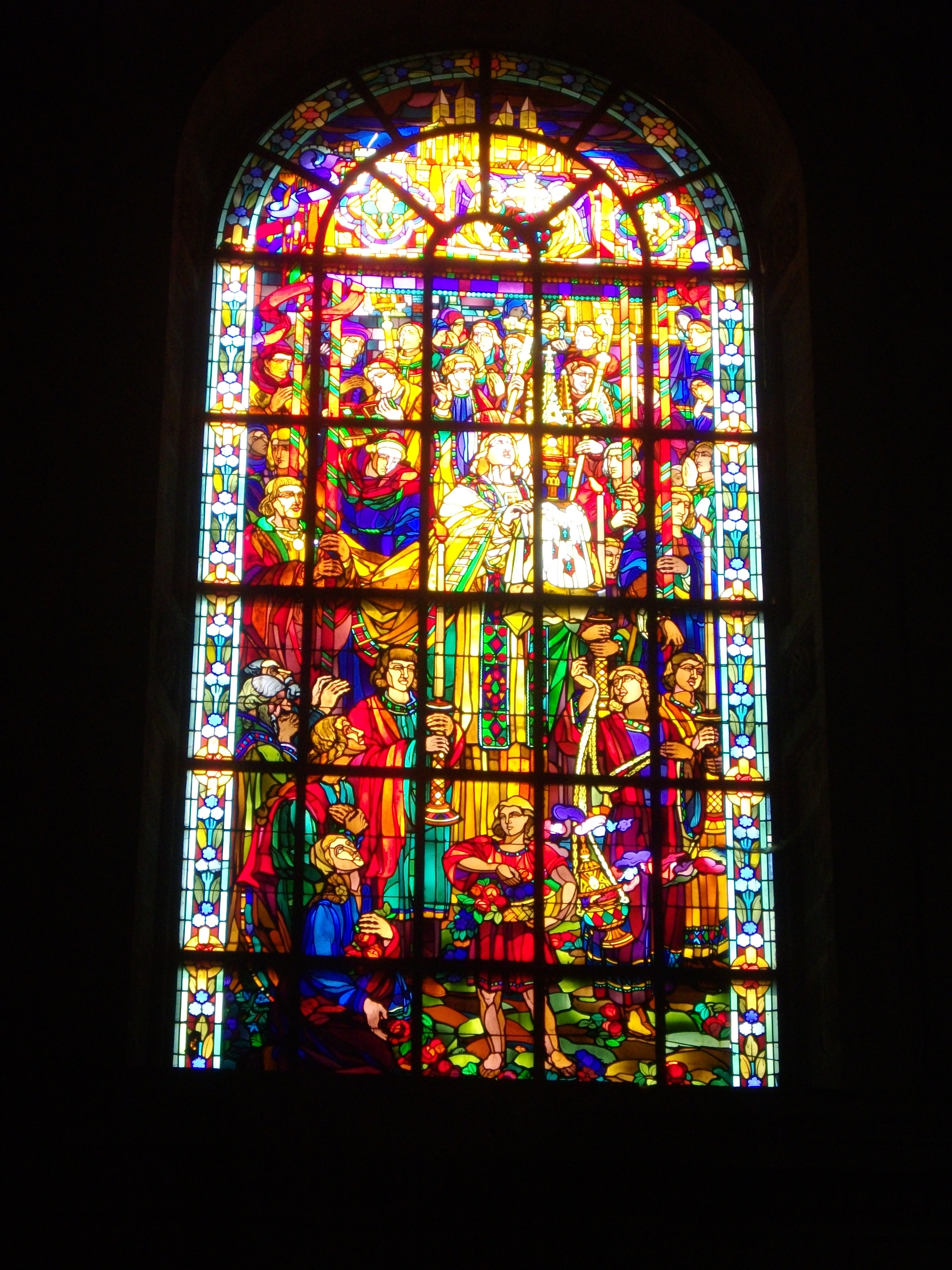
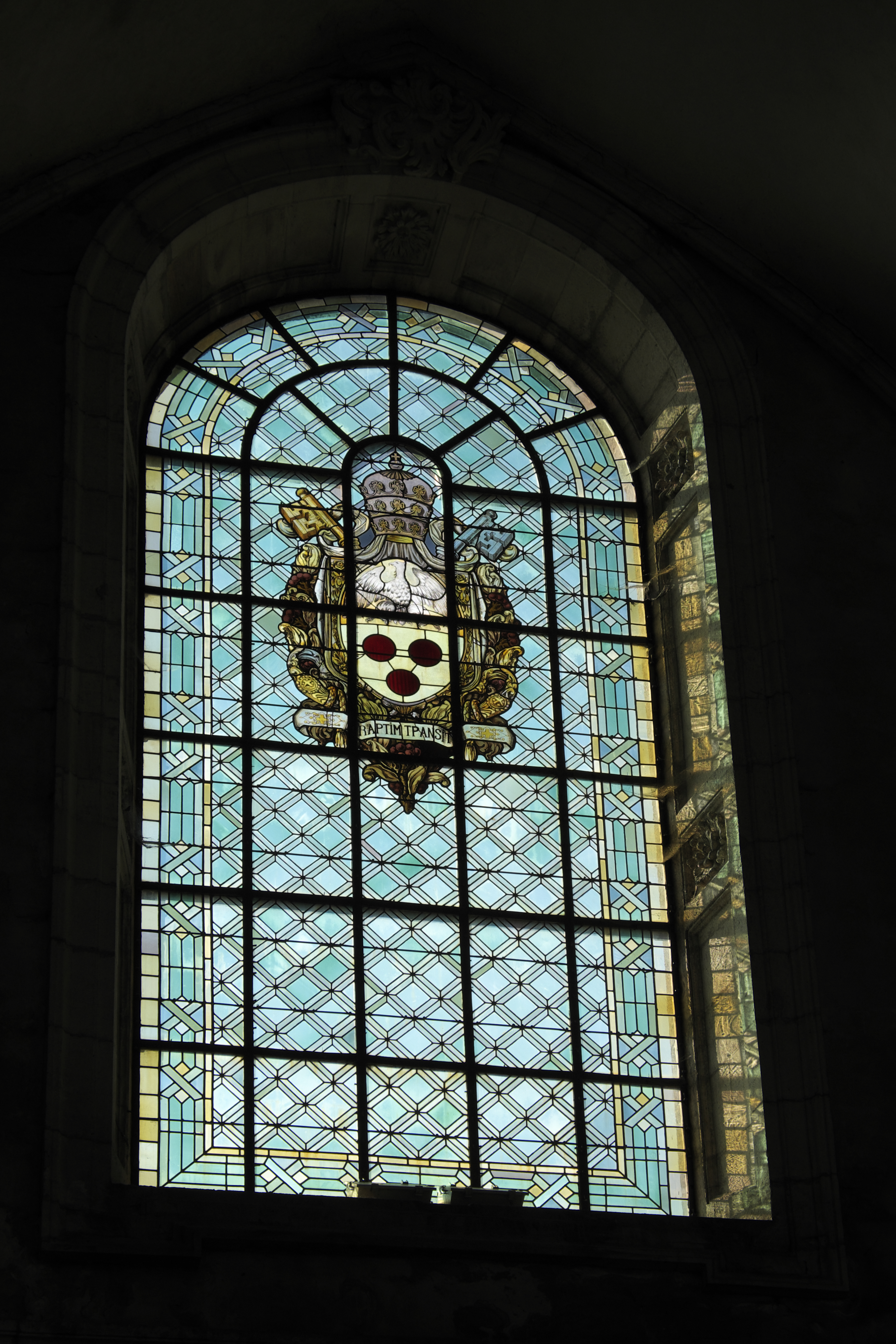
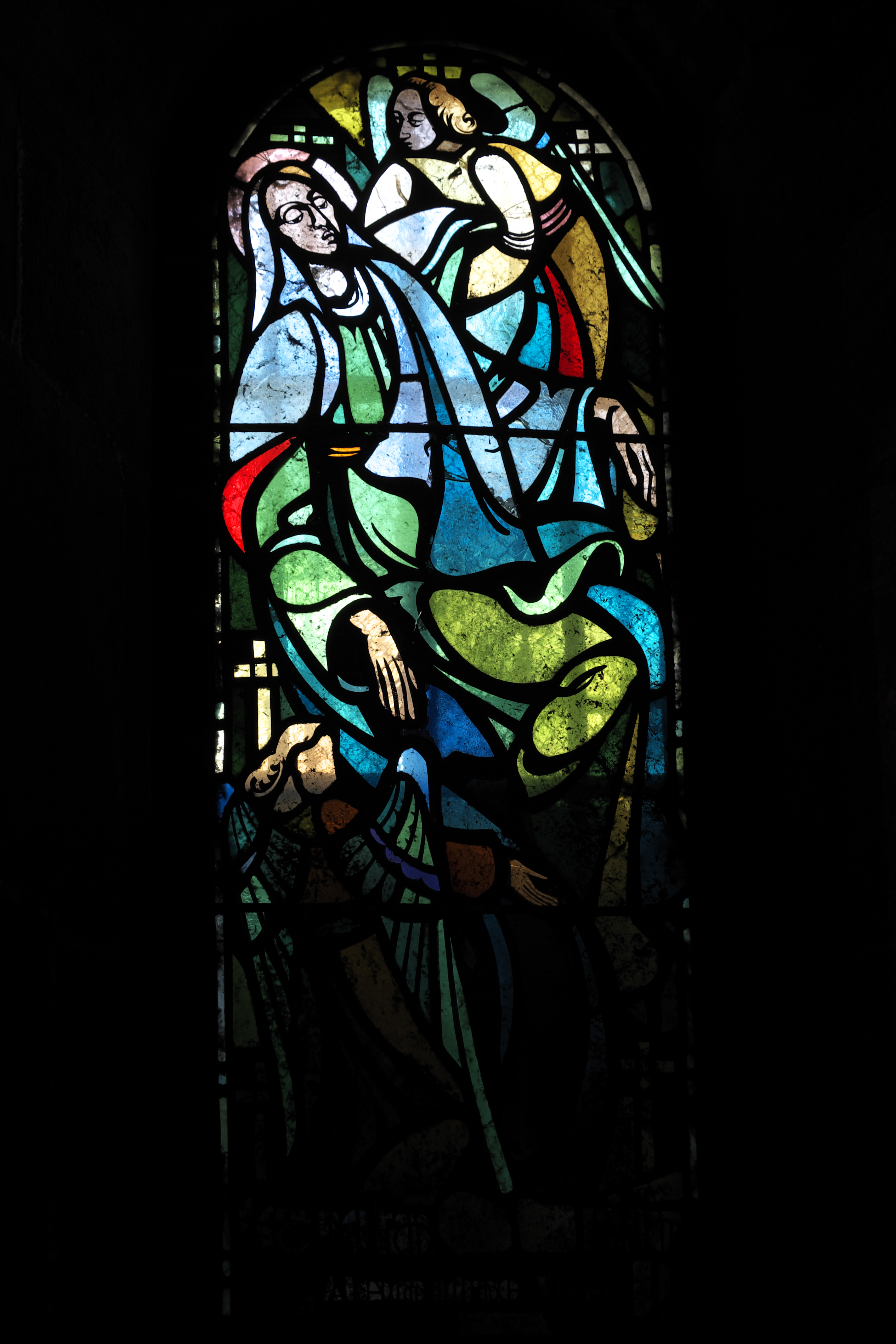
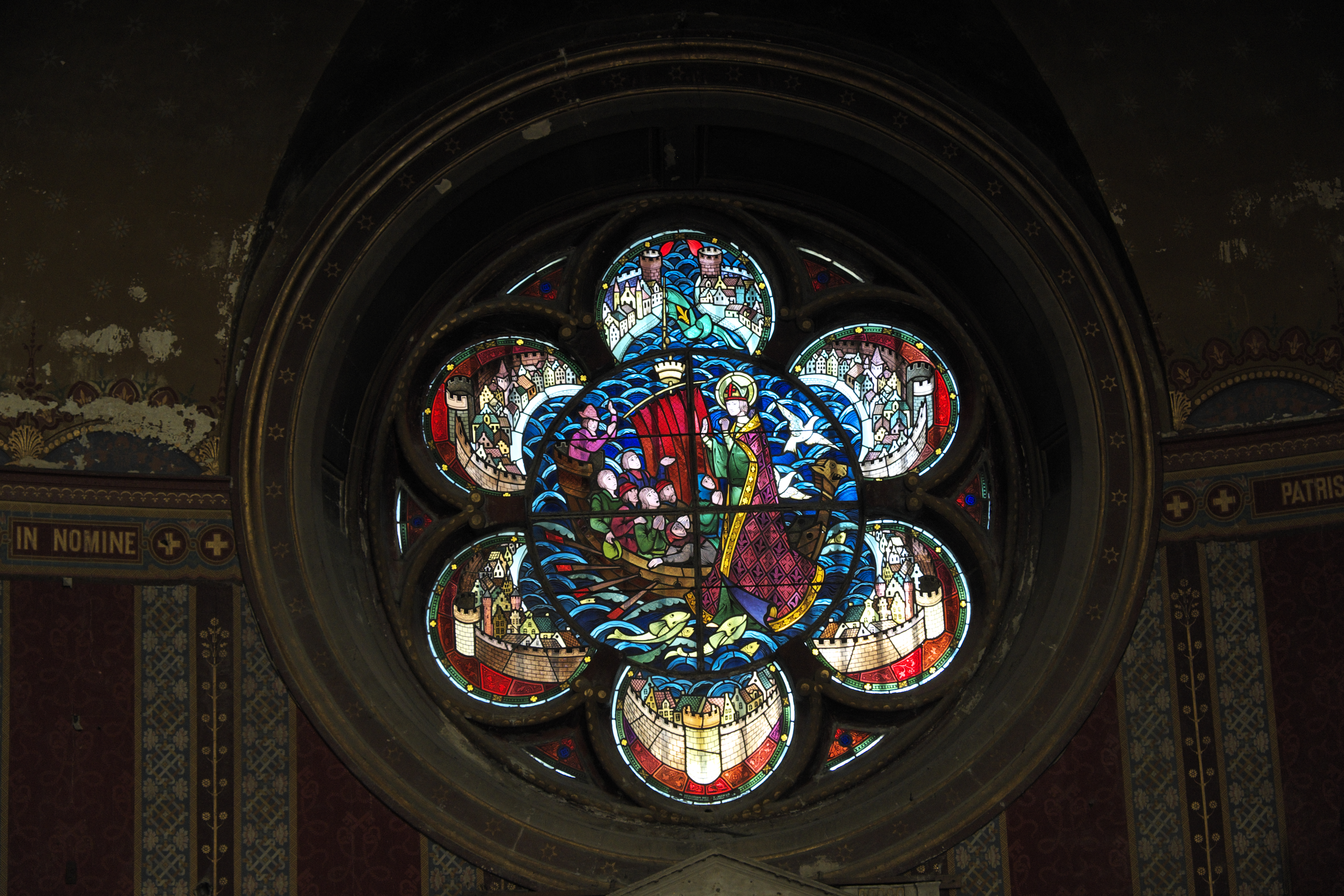

### Crypte
La crypte est construite au XIIe siècle par l'architecte Garin, à l'est de l'édifice. Elle est composée d'une crypte-halle centrale et deux cryptes annexes latérales servant d'accès. Elle est comblée après l'incendie de 1755, et est redécouverte après la Première Guerre mondiale grâce aux bombardements allemands. Elle est restaurée par les architectes A. Ventre et M. Delangle. En 1935, le sculpteur Gaston Le Bourgeois réalise les chapiteaux des 13 piliers de la crypte. Les sculptures représentent des scènes de la vie religieuse de la ville et de la bataille de Verdun de 1916. La statue de la Vierge est sculptée par Bouchard en 1932. Les voûtes, les murs et les arcs-doubleaux de l'aile sud de la crypte sont peints de fresques du XVe siècle. Ces dernières mettent en scène des sujets religieux tels que l'Annonciation, la présentation de Jésus au Temple, la Nativité, la Visitation de la Vierge Marie et le Jugement dernier. La Résurrection est racontée en huit petits tableaux peints sur un arc-doubleau.

Crypte de la cathédrale
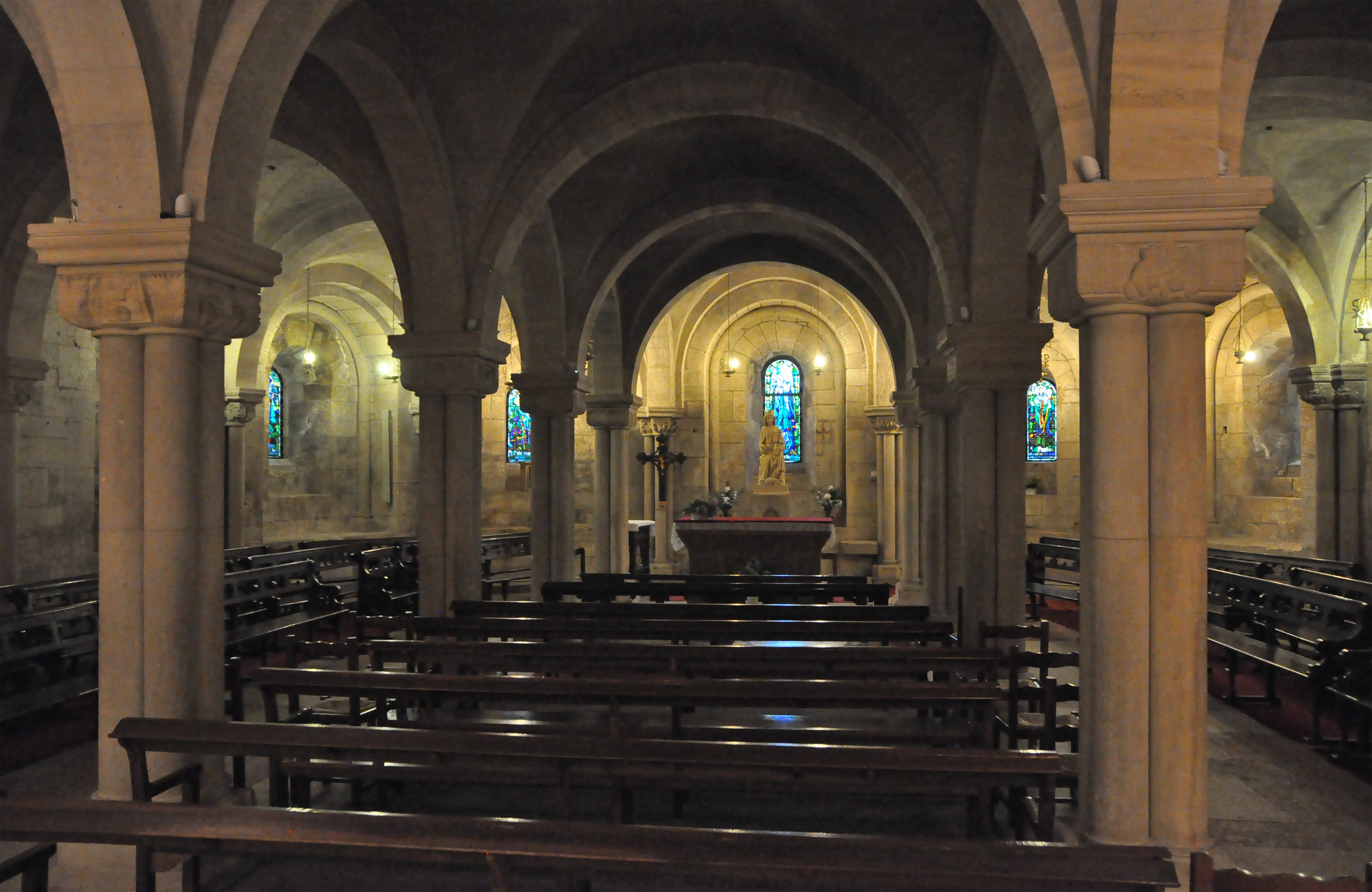
Vue d'ensemble.
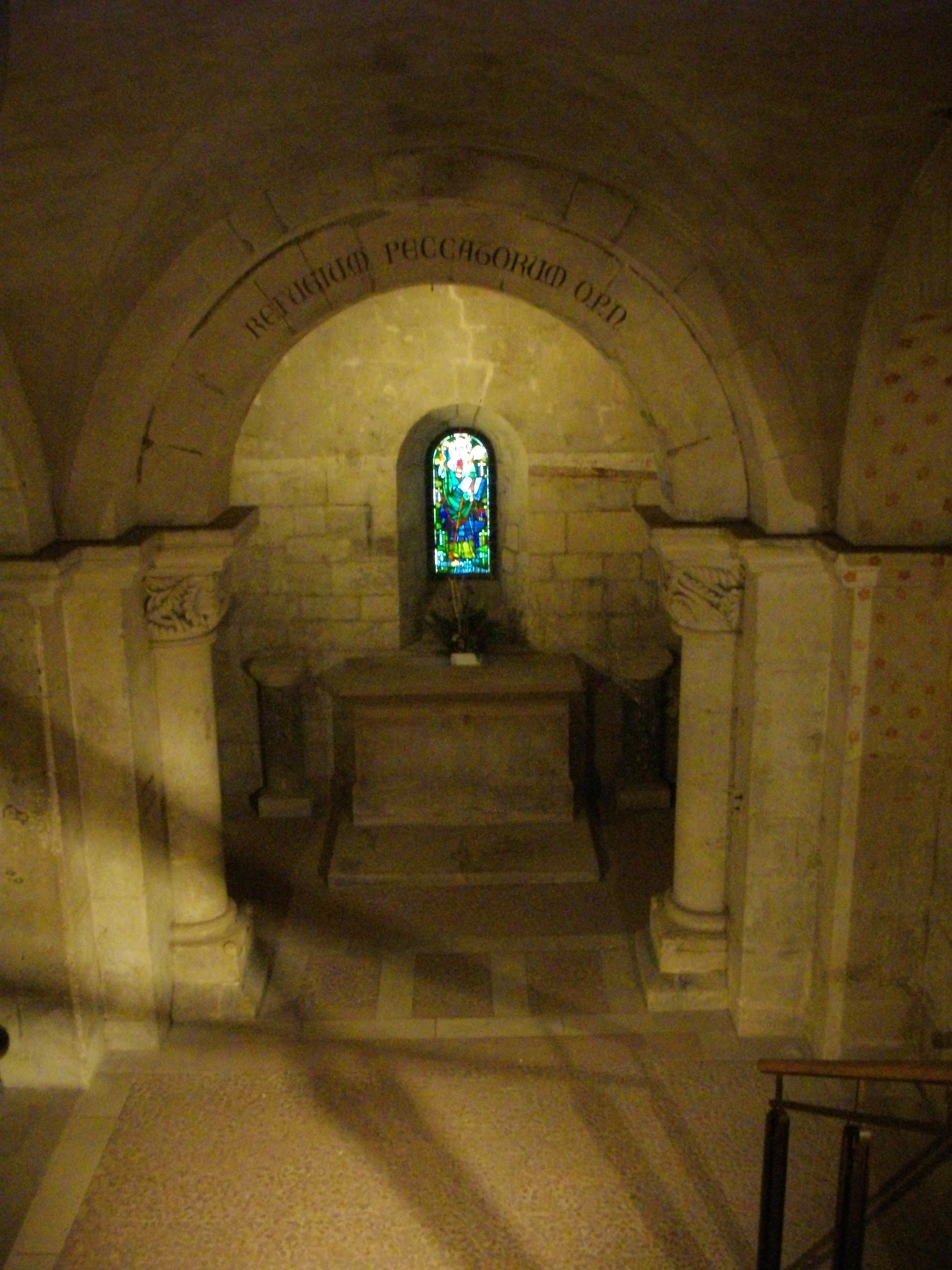
Chapelle de la crypte.
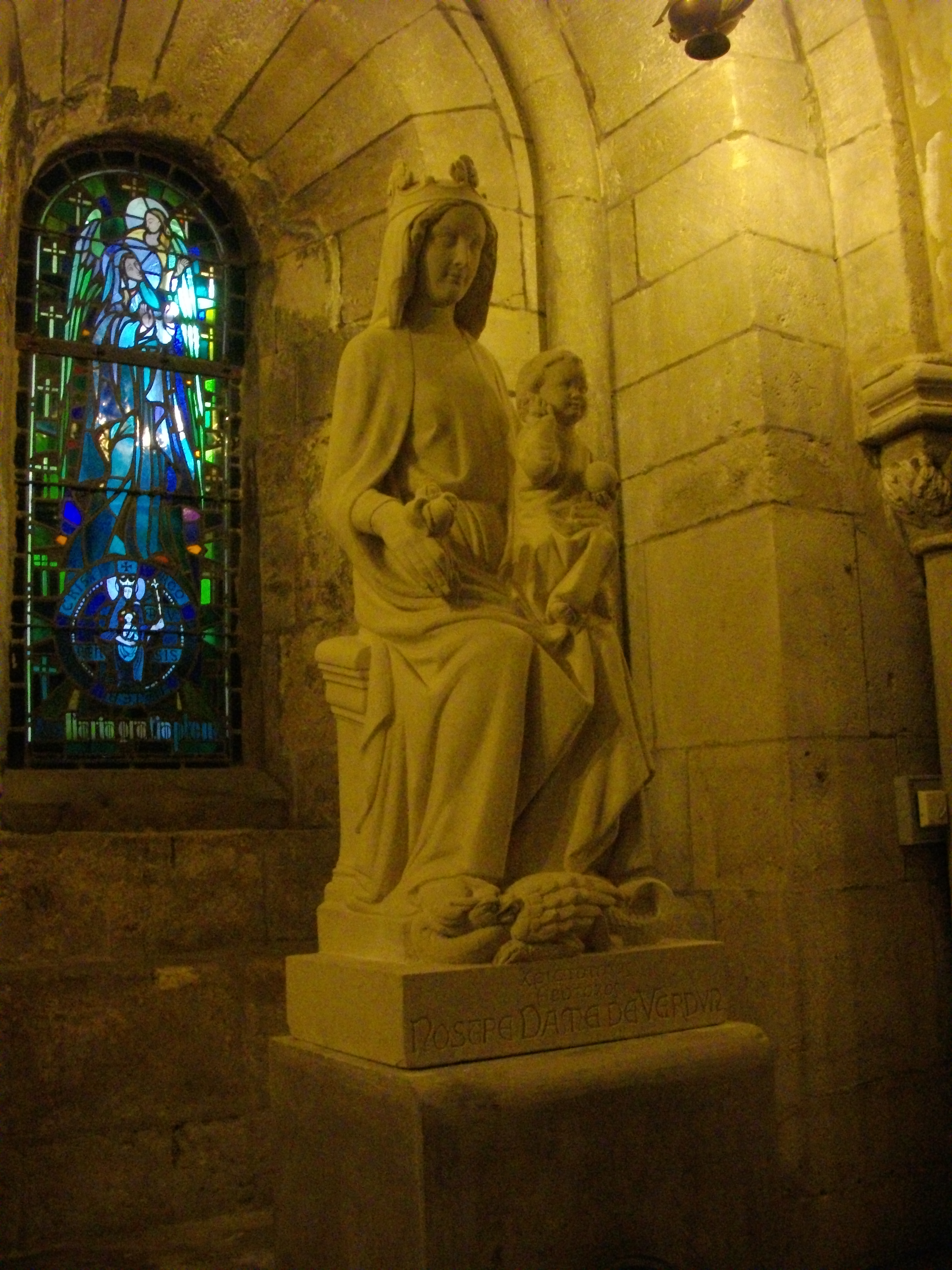
Statue de la Vierge.
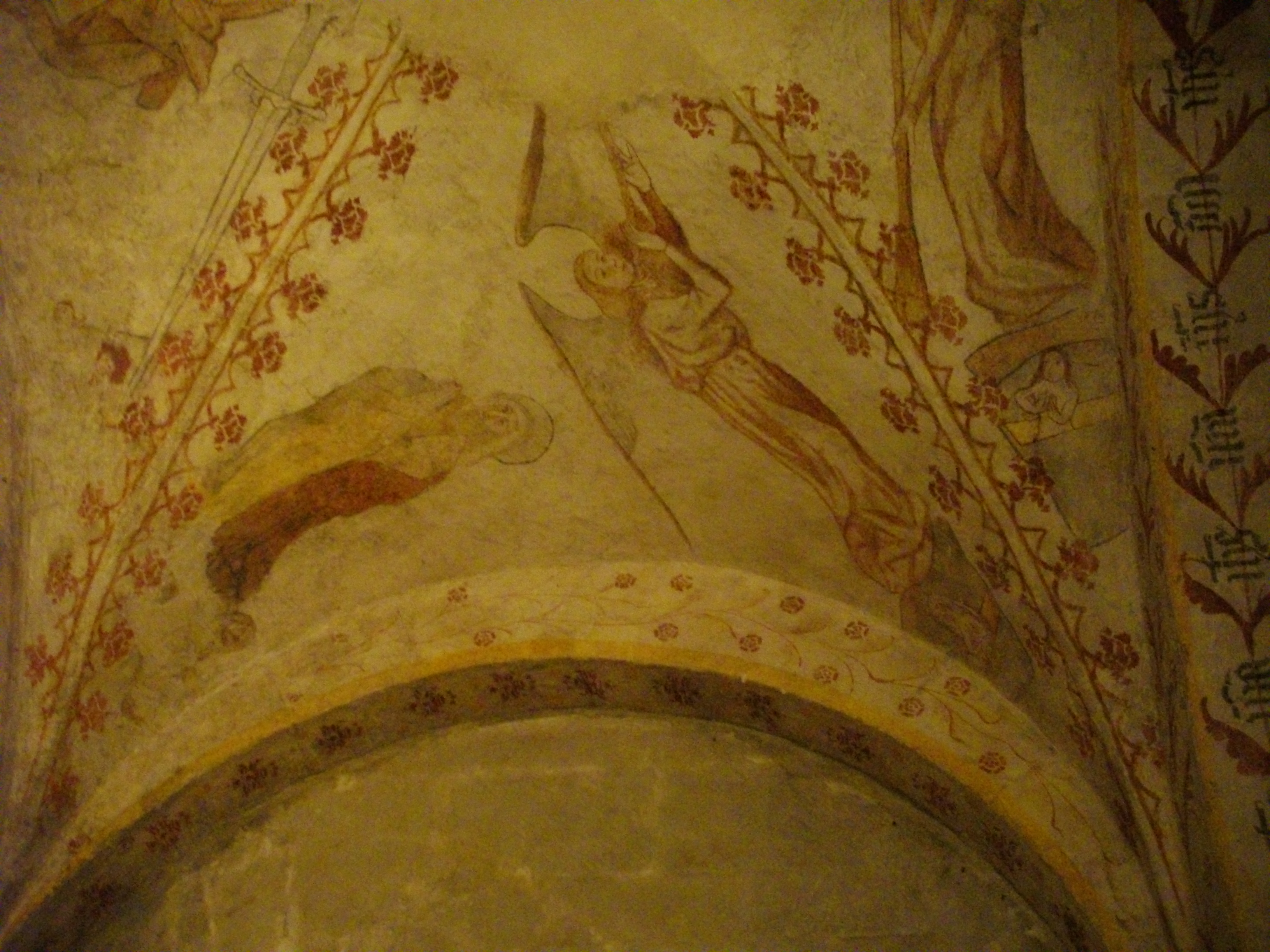
Fresque.
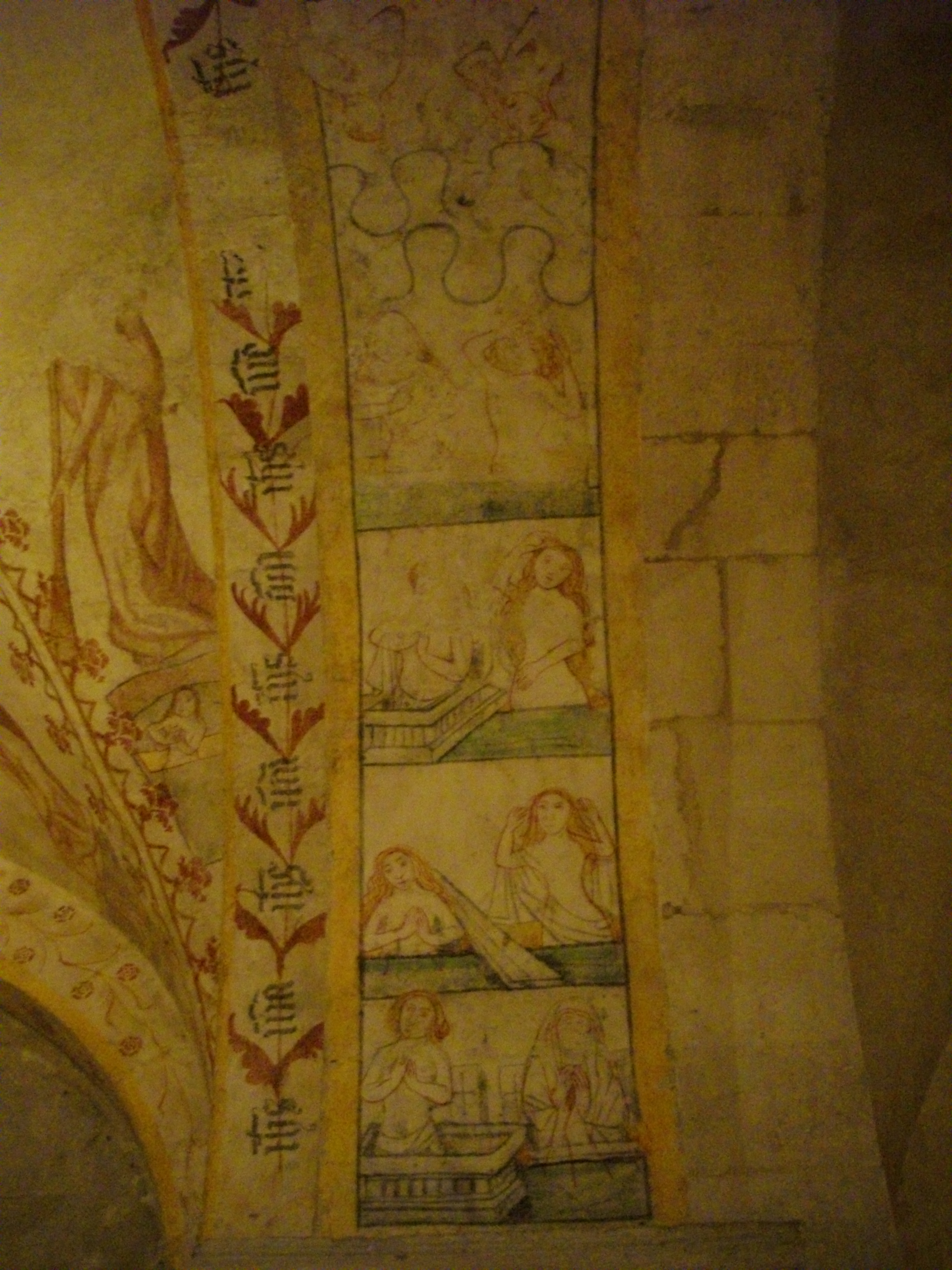
Extrait de la Résurrection.
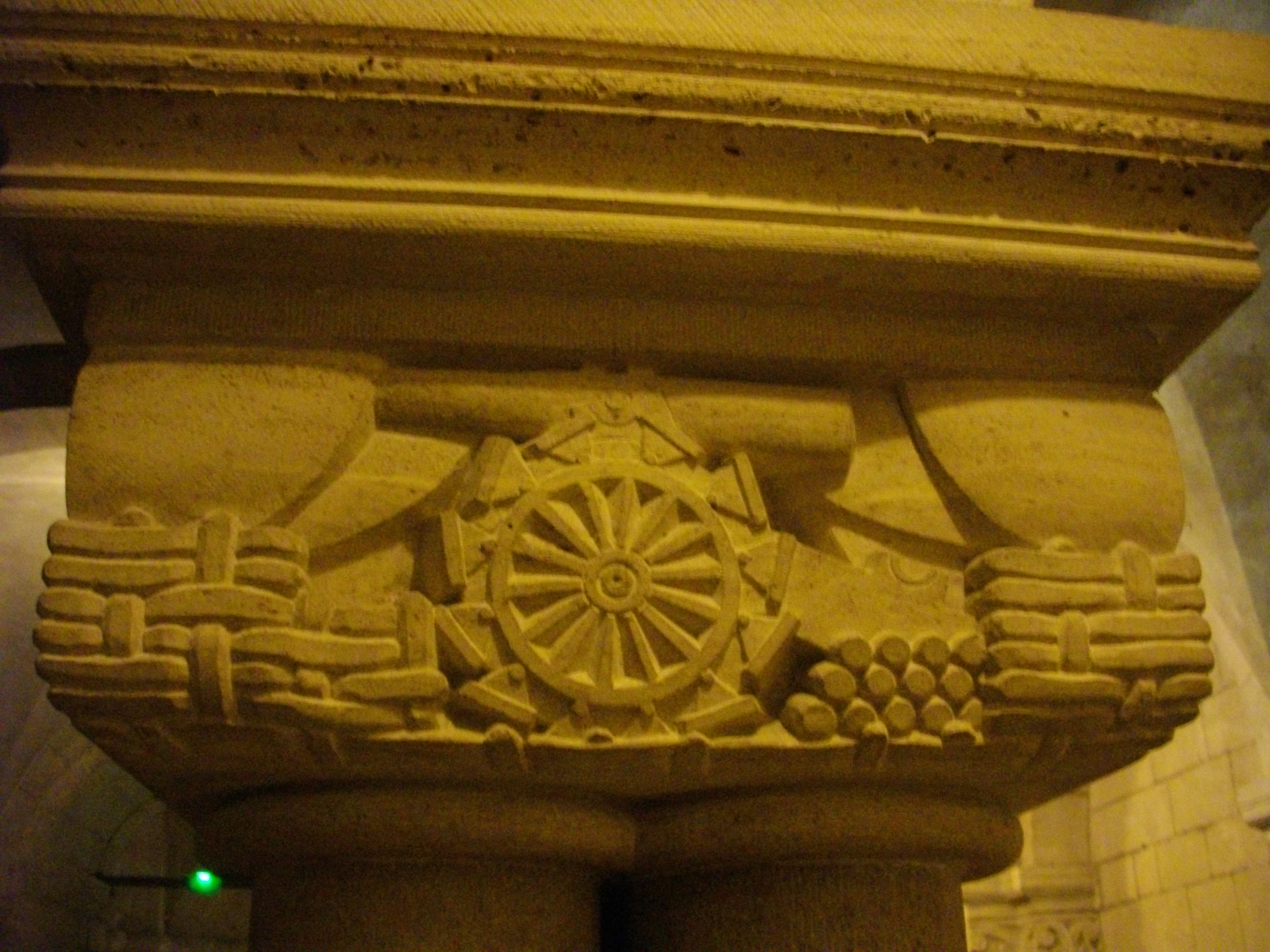
Chapiteau.
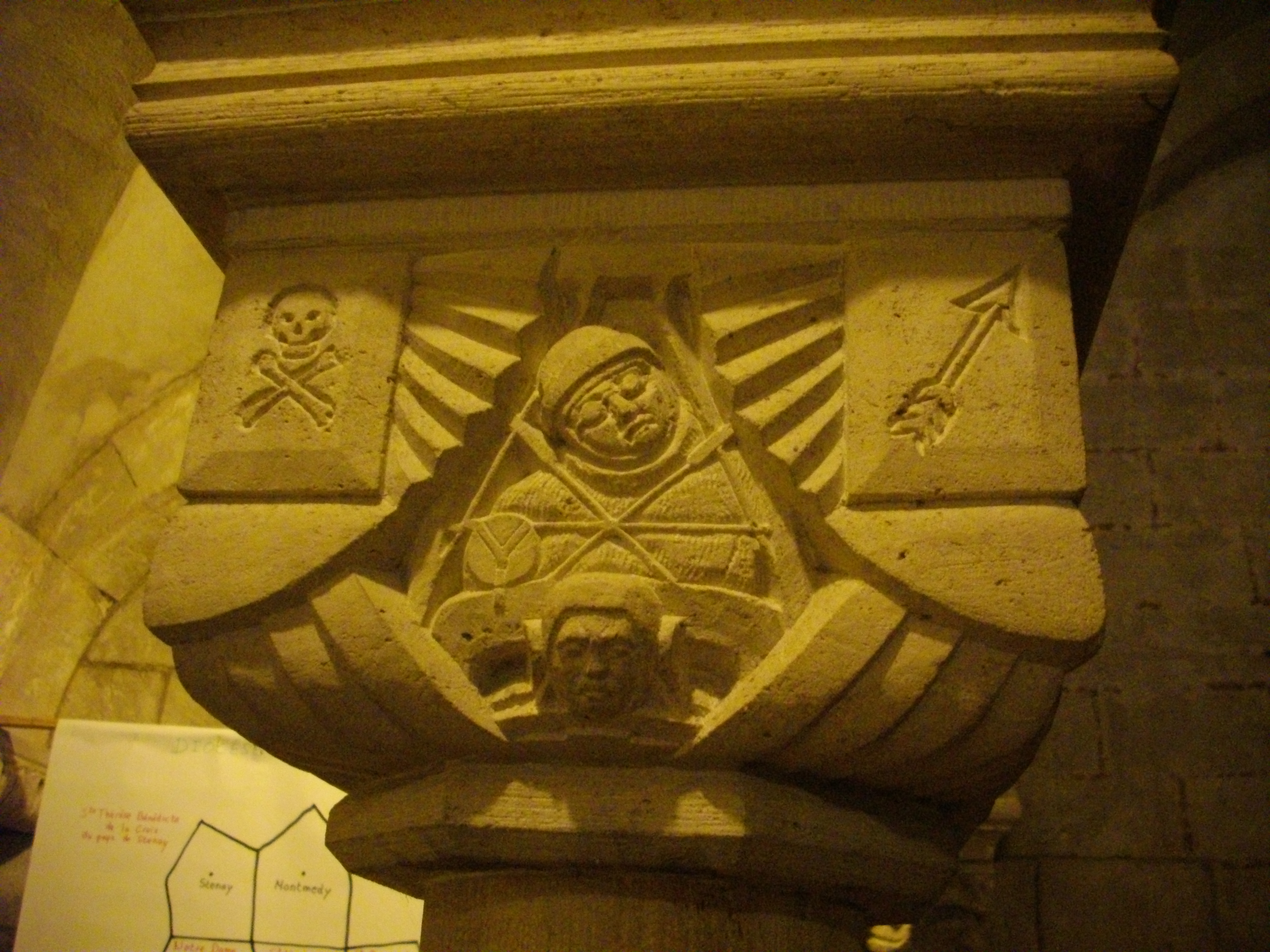
Chapiteau.

## Orgues

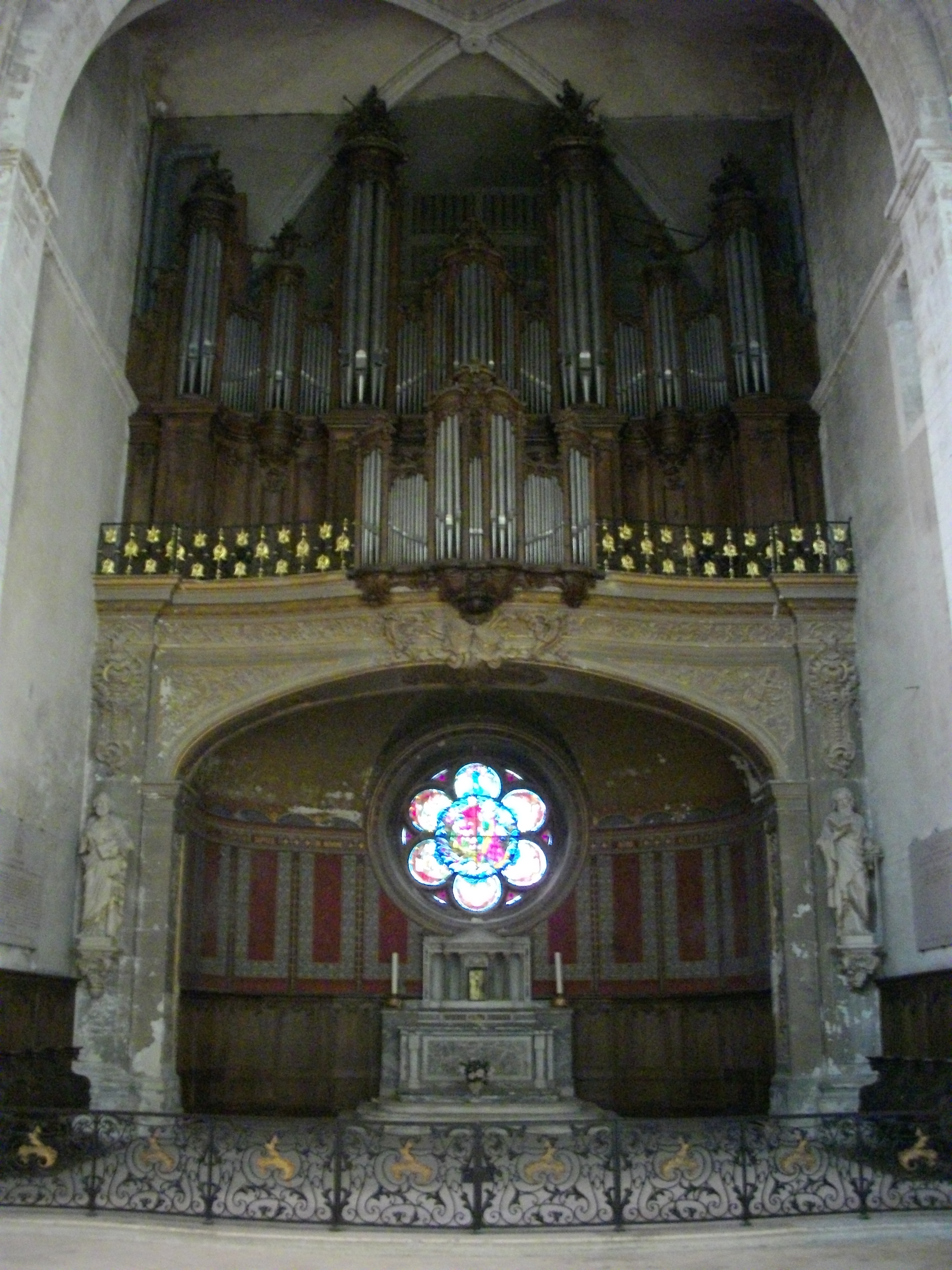
Orgue de la cathédrale.

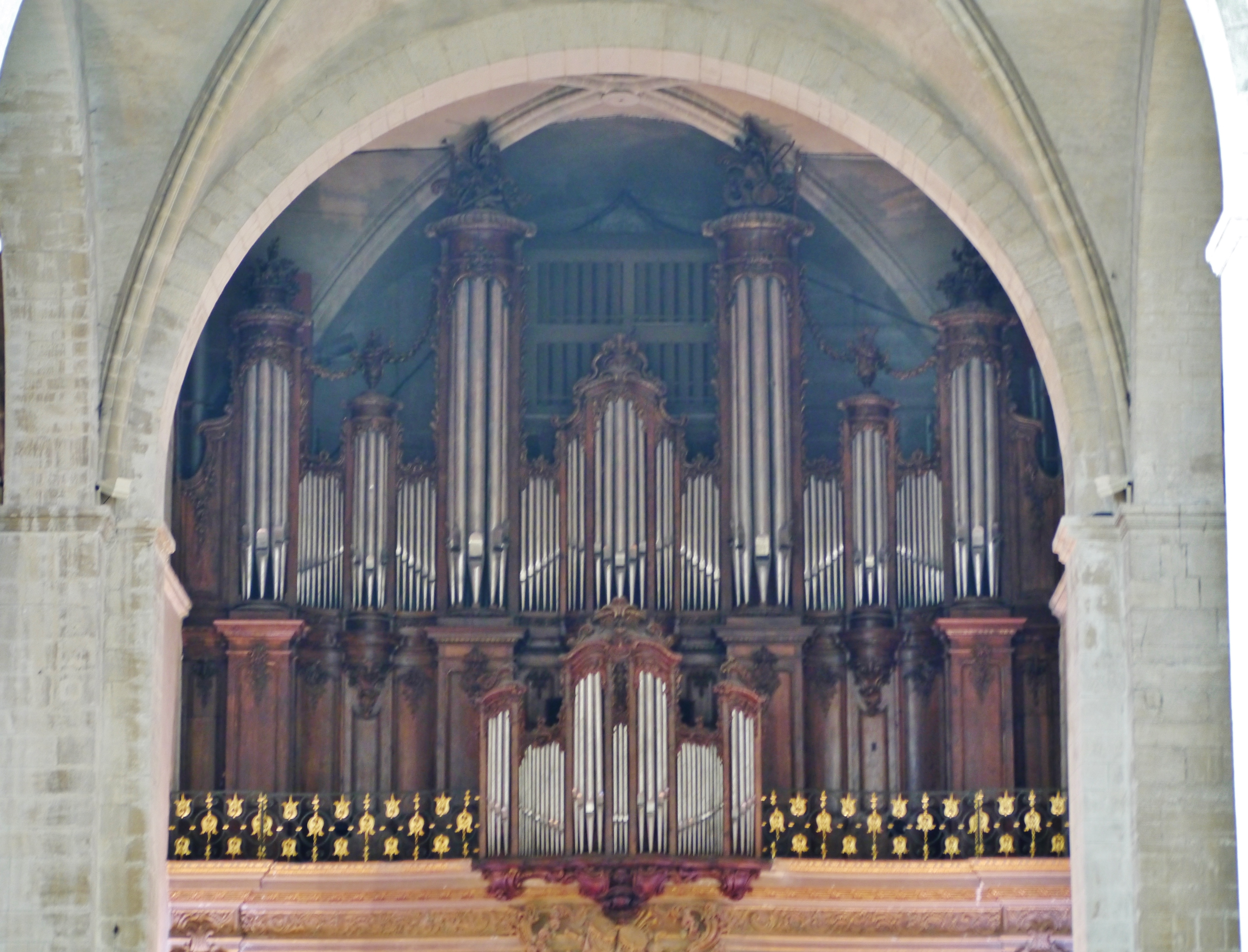
Orgue de la cathédrale.

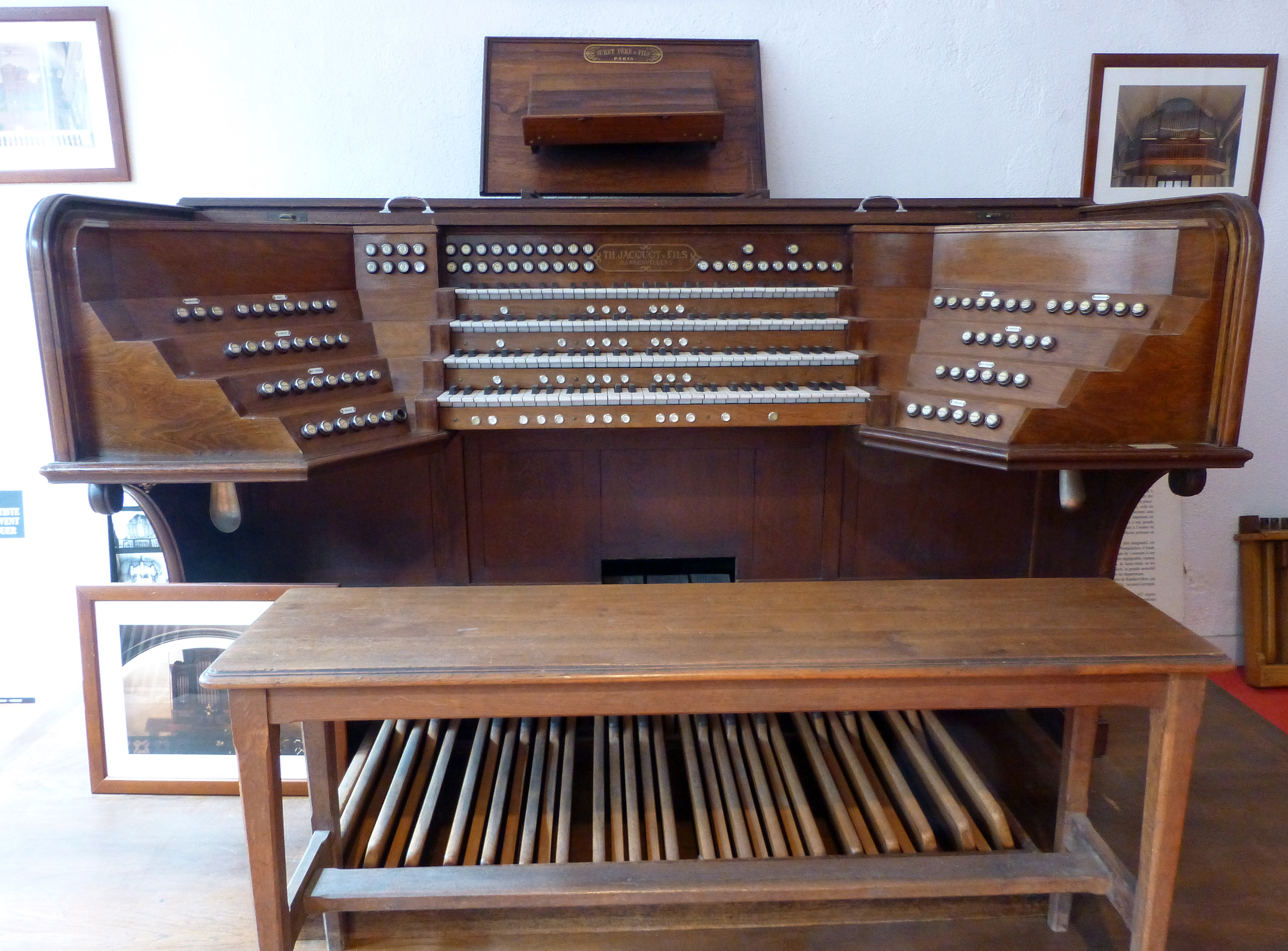
Ancienne console (1935–1987) exposée à la manufacture vosgienne de grandes orgues.

L'orgue de tribune est construit à partir de 1762 par le facteur d'orgues nancéien Nicolas Dupont, à la suite du grand incendie de 1755. Il est doté d'un buffet de style Louis XV avec un grand orgue à six tourelles mesurant 12 m de large sur 10 m de haut, et un positif à quatre tourelles de 3,5 m de large sur 3 m de haut. Il est installé en 1766 dans le croisillon sud et compte 44 jeux répartis sur 4 claviers de 61 notes et un pédalier. Il est sauvé de la Révolution française par l'organiste Spery. Il connaît de légers remaniements de Jean-Baptiste Gavot en 1829 et Jean-Nicolas Jeanpierre en 1868.
En 1898, l'instrument est transformé en orgue romantique par l'entreprise Jacquot-Lavergne de Rambervillers (Vosges). Il ne compte plus que trois claviers mais est désormais doté de 54 jeux, d'une soufflerie électrique et d'un récit expressif entièrement neuf. L'orgue est inauguré le 25 mars 1898.
Pendant la Première Guerre mondiale, l'orgue est endommagé par un démontage précipité au printemps 1918 : la mécanique est abimée et les gros tuyaux sont aplatis pour des raisons logistiques. L'instrument est entreposé au carmel de Domrémy-la-Pucelle (Vosges). Rapatrié en 1919 dans la nef de la cathédrale, il est exposé aux éléments naturels qui finissent par le rendre inutilisable.
Le 28 juillet 1932, la maison Jacquot & Fils reçoit une commande d'un nouvel orgue conservant le buffet du XVIIIe siècle. L'instrument est doté de 64 jeux répartis sur quatre claviers de 61 notes et un pédalier de 32 notes, et compte 4 800 tuyaux. Le montage et les travaux de restauration débutent en mars 1934 et l'instrument est réceptionné le 1er février 1935. Il est inauguré le 10 novembre 1935 par le compositeur Marcel Dupré et l'organiste titulaire Pierre Camonin.
L'orgue subit de nouveaux dommages lors de la Seconde Guerre mondiale. Ainsi, un programme de restauration est approuvé le 13 mai 1958. La maison Jacquot-Lavergne réalise les travaux pour un coût de 2 730 000 F. Le nouvel instrument est de nouveau inauguré par Marcel Dupré le 11 novembre 1958.
Le buffet d'orgue est classé au titre d'objet aux monuments historiques le 28 mars 1980.
En 1976, une période de sécheresse rend l'orgue inutilisable. En 1986, des travaux sont confiés à la maison Gonzalez qui installe notamment une nouvelle console. L'instrument est inauguré le 19 mars 1987 par l'organiste Marie-Claire Alain. En 1999, un combinateur électronique est installé.
| Grand Orgue         | Positif expressif | Récit expressif      | Bombarde      | Pédale         |
| ------------------- | ----------------- | -------------------- | ------------- | -------------- |
| Montre 16'          | Principal 8'      | Quintaton 16'        | Stentor 16'   | Acoustique 32' |
| Bourdon 16'         | Bourdon 8'        | Cor de nuit 8'       | Stentor 8'    | Flûte 16'      |
| Montre 8'           | Grosse Flûte 8'   | Flûte traversière 8' | Stentor 4'    | Bourdon 16'    |
| Bourdon 8'          | Diapason 8'       | Gambe 8'             | Quinte 2 2/3' | Quinte 10 2/3' |
| Flûte harmonique 8' | Salicional 8'     | Voix céleste 8'      | Cornet V      | Flûte 8'       |
| Prestant 4'         | Unda Maris 8'     | Flûte 4'             | Plein-Jeu VI  | Bourdon 8'     |
| Fugara 4'           | Flûte 4'          | Nazard bouché 2 2/3' | Bombarde 16'  | Violon 8'      |
| Quinte 2 2/3'       | Quinte 2 2/3'     | Octavin 2'           | Trompette 8'  | Quinte 5 1/3'  |
| Doublette 2'        | Flageolet 2'      | Tierce 1 3/5'        | Clairon 4'    | Flûte 4'       |
| Cornet V            | Piccolo 1'        | Plein-Jeu III        |               | Bombarde 32'   |
| Fourniture IV       | Clarinette 16'    | Bombarde 16'         |               | Bombarde 16'   |
| Basson 16'          | Clarinette 8'     | Trompette 8'         |               | Trompette 8'   |
| Trompette 8'        | Cromorne 8'       | Basson-Hautbois 8'   |               | Clairon 4'     |
| Clairon 4'          | Voix humaine 8'   | Clairon 4'           |               |                |

L'orgue de chœur est un Unit Major de la maison Jacquot-Lavergne.

## Cloches
La cathédrale Notre-Dame de Verdun abrite dans ses deux tours pas moins de dix-neuf cloches, coulées entre 1756 et 1955. Seize de ces cloches, couvrant exactement deux octaves, peuvent sonner en volée et constituent à ce titre la deuxième sonnerie la plus étoffée de France, derrière celle de la cathédrale Notre-Dame de Strasbourg (seize cloches couvrant deux octaves et demie, depuis 2014) et devant la sonnerie de la cathédrale Notre-Dame-des-Doms d'Avignon (quinze cloches),. 
Les deux grands bourdons, sonnant en sol 2 et la 2, datent de 1756 et ont été coulés par le fondeur lorrain Pierre Guillemin. Ce sont les seules cloches de la cathédrale laissées en place à la Révolution française,.
Entre 1874 et 1899, quatorze cloches supplémentaires sont coulées par la fonderie Farnier-Bulteaux de Mont-devant-Sassey. Elles sonnent en si 2, do 3, ré 3, mi 3, fa 3, sol 3, la 3, si  3, si 3, do 4, ré 4, mi 4, fa 4 et sol 4. La cloche ré 4, endommagée en 1945, est refondue en 1955. La cloche do 3, fêlée depuis de nombreuses années, est réparée en 2010.
| N° | Nom                | Note  | Diamètre (en centimètres) | Poids (en kilos) | Année et fondeur          |
| -- | ------------------ | ----- | ------------------------- | ---------------- | ------------------------- |
| 1  |                    | sol 2 | 206,5                     | ~ 5 300          | Pierre Guillemin, en 1756 |
| 2  | la 2               | ~ 186 | ~ 3 800                   |                  | Pierre Guillemin, en 1756 |
| 3  | Sophie             | si 2  | ~ 162,5                   | ~ 2 700          | 1874                      |
| 4  | Florence           | do 3  | 147,2                     | ~ 2 010          | 1897                      |
| 5  | Lucie              | ré 3  | 131,8                     | ~ 1 360          | 1894                      |
| 6  | Marguerite-Justine | mi 3  | 117,1                     | ~ 1 000          | 1897                      |
| 7  | Claire             | fa 3  | 110,8                     | ~ 850            | 1897                      |
| 8  | Charlotte          | sol 3 | 99,2                      | ~ 600            | 1877                      |
| 9  | Marcelle           | la 3  | 87,1                      | ~ 400            | 1877                      |
| 10 | Jeanne             | si♭3  | 82,5                      | ~ 350            | 1898                      |
| 11 | Marie              | si 3  | 77,7                      | ~ 305            | 1874                      |
| 12 | Victorine          | do 4  | 73,8                      | ~ 250            | 1895                      |
| 13 | Élisabeth          | ré 4  | 62                        | ~ 140            | 1955                      |
| 14 | Thérèse            | mi 4  | 58,4                      | ~ 120            | 1898                      |
| 15 |                    | fa 4  | 54,4                      | ~ 95             | 1898                      |
| 16 | Félicie            | sol 4 | 49                        | ~ 70             | 1898                      |
| 17 | Maurice            | la 4  | 44,8                      | ~ 55             | 1899                      |
| 18 | Gustave            | si 4  | 40                        | ~ 45             | 1899                      |
| 19 | Charles            | do 5  | 38,6                      | ~ 30             | 1899                      |